# 라마야나
라마야나(/rɑːˈmɑːjənə/ 산스크리트어: रामायणम् Rāmāyaṇam)는 전통적으로 발미키가 지었다고 알려져 있으며, 발미키 라마야나라고도 불린다. 이것은 고대 인도의 스므리티 경전(또한 산스크리트 서사시로도 묘사됨)으로, 마하바라타와 함께 힌두교의 두 가지 중요한 서사시인 이티하사 중 하나이다. 이 서사시는 힌두교 신인 비슈누의 일곱 번째 아바타이자 코살라 왕국의 아요디아의 왕자인 라마의 삶을 이야기한다. 이 서사시는 아버지 다샤라타 왕이 라마의 계모 카이케이의 요청에 따라 라마를 14년 동안 숲으로 추방한 이야기, 라마가 아내 시타와 형제 락슈마나와 함께 인도 아대륙의 숲을 가로질러 여행하는 이야기, 랑카의 왕인 라바나가 시타를 납치하여 유혈 사태를 일으킨 이야기, 그리고 라마가 시타와 함께 아요디아로 돌아와 환호와 축하 속에 왕으로 즉위하는 이야기를 다룬다.
이 텍스트의 초기 단계에 대한 학술적 추정치는 기원전 7세기에서 5세기, 또는 5세기에서 4세기까지 다양하며, 후기 단계는 서기 3세기까지 이어진다. 원래 작곡 시기는 알려져 있지 않다. 이것은 세계 문학에서 가장 큰 고대 서사시 중 하나이며, 약 24,000개의 슐로카(절)로 구성되어 있으며, 7개의 kāṇḍa(장)으로 나뉜다. 각 슐로카는 두 행으로 된 2행시이다. 라마야나는 과거 사건의 서사(역사, purāvṛtta) 장르에 속하며, 인간 삶의 목표에 대한 가르침이 섞여 있다.
인도 언어에는 불교와 자이나교의 각색판을 포함하여 라마야나의 여러 버전이 있다. 또한 캄보디아어(레암케르), 인도네시아어, 필리핀어, 태국어(라마키엔), 라오어, 버마어, 네팔어, 몰디브어, 베트남어, 티베트-중국어, 말레이어 버전의 라마야나도 있다.
라마야나는 후대의 산스크리트어 시와 힌두교의 삶과 문화에 중요한 영향을 미쳤으며, 그 주요 인물들은 힌두인과 불교도 모두에게 여러 국가의 문화적 의식에 근본적인 영향을 주었다. 가장 중요한 도덕적 영향은 시민의 삶과 국가 형성의 이상(라마가 왕인 유토피아 국가인 산스크리트어: रामराज्य Rāmarājya에서 비롯됨) 또는 기능하는 사회에서 미덕의 중요성이었다.

## 어원
틀:인도 신화
Rāmāyaṇa라는 이름은 Rāma와 "여행, 여정"을 뜻하는 ayana라는 두 단어로 구성되어 있으며, 라마의 마지막 짧은 a와 아야나의 첫 짧은 a가 더 긴 형태인 ā로 합쳐지는 문법적 내부 연음이 있다. 서사시의 주요 인물인 Rāma라는 이름은 두 가지 문맥적 의미를 가진다. 아타르바베다에서는 "어두운 색 또는 검은색"을 의미하며, "밤의 어둠 또는 고요함"을 뜻하는 rātri와 관련이 있다. 마하바라타에서 발견되는 다른 의미는 "기쁜, 유쾌한, 매력적인, 사랑스러운, 아름다운"이다. 따라서 Rāmāyaṇa는 "라마의 여정"을 의미한다.
틀:인도의 문화

## 연대측정

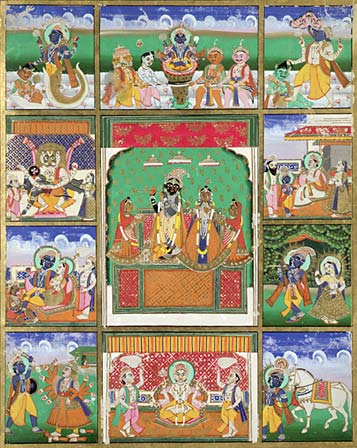
비슈누의 10가지 다샤바타라에 묘사된 라마(위에서 세 번째 왼쪽). 자이푸르 그림, 현재 빅토리아 앨버트 박물관 소장.

현재 전해지는 텍스트의 초기 단계에 대한 학술적 추정치는 기원전 7세기에서 5세기, 또는 5세기에서 4세기까지 다양하며, 후기 단계는 서기 3세기까지 이어진다. 로버트 P. 골드만 (1984)에 따르면, 라마야나의 가장 오래된 부분은 기원전 7세기 초로 거슬러 올라간다. 골드만은 핵심 부분이 기원전 5세기 이후로 불교(기원전 5세기에 창시됨)나 마가다의 중요성(기원전 7세기에 부상함)을 언급하지 않기 때문에 기원전 6세기 또는 5세기 이후에 작성되었을 리가 없다고 주장한다. 텍스트는 또한 아요디아를 코살라의 수도로 언급하며, 이후 사케타라는 이름이나 후속 수도인 슈라바스티를 언급하지 않는다. 서사 시간상 라마야나의 사건은 마하바라타보다 앞선다. Goldman & Sutherland Goldman (2022)는 라마야나의 현존하는 가장 오래된 버전이 기원전 500년경에 작성된 것으로 본다.
제2권부터 제6권까지는 이 서사시의 가장 오래된 부분인 반면, 제1권과 마지막 권(발라칸다와 웃타라 칸다)은 나중에 추가된 것으로 간주된다. 이 두 권과 서사시의 나머지 부분 사이의 문체 차이와 서사적 모순으로 인해 헤르만 야코비 이후 학자들은 이러한 합의에 이르렀다.

## 텍스트적 특징

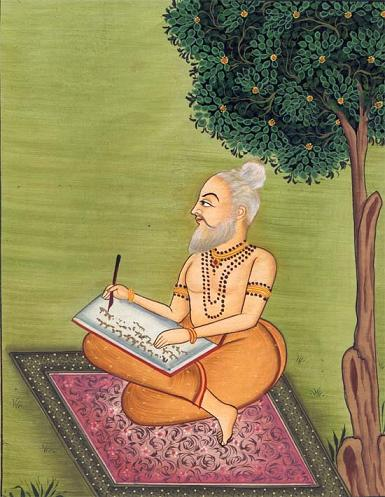
발미키 현자가 라마야나를 쓰고 있는 예술가의 인상

### 장르
라마야나는 이티하사, 즉 과거 사건의 서사(purāvṛtta) 장르에 속하며, 여기에는 서사시 마하바라타와 라마야나, 그리고 푸라나가 포함된다. 이 장르에는 인간 삶의 목표에 대한 가르침도 포함된다. 이상적인 아들, 하인, 형제, 남편, 아내, 왕과 같은 이상적인 인물을 묘사하며 관계의 의무를 보여준다. 마하바라타처럼 라마야나는 고대 힌두 현자들의 가르침을 서사 알레고리로 제시하며 철학적이고 윤리적인 요소를 섞어 놓았다.

### 구조
현존하는 발미키의 라마야나는 24,000개가 넘는 2행시 구절을 포함하는 서사시로, 7개의 kāṇḍa(바라칸다, 아요디아칸다, 아란야칸다, 키슈킨다칸다, 순다라칸다, 윳다칸다, 웃타라칸다)와 약 500개의 사르가(장)로 나뉜다. 이것은 지금까지 쓰여진 가장 긴 서사시 중 하나로 간주된다.

### 교정
라마야나 텍스트에는 여러 지역별 번역, 교정, 그리고 하위 교정이 있다. 텍스트 학자 로버트 P. 골드만은 두 가지 주요 지역 교정을 구분한다: 북부(n)와 남부(s). 학자 로메쉬 천더 더트는 "라마야나는 마하바라타처럼 수세기에 걸쳐 성장했지만, 주요 이야기는 한 사람의 마음에서 비롯된 창작물"이라고 썼다.
발미키의 라마야나의 첫 번째와 마지막 권(발라 칸다와 웃타라 칸다)이 원작자에 의해 작성되었는지에 대한 논의가 있었다. 발라 칸다는 때때로 주요 서사시로 간주되지만, 많은 사람들은 웃타라 칸다가 발미키에게 귀속될 수 없는 후기 삽입 부분이라고 확신한다. 이 두 칸다는 가장 오래된 필사본에는 존재하지 않는다.
일부는 웃타라 칸다가 라마와 다르마가 서사시의 나머지 부분에서 묘사되는 방식과 모순된다고 생각한다. M. R. 파라메스와란은 여성과 수드라의 위치가 묘사되는 방식이 웃타라 칸다가 나중에 삽입된 부분임을 보여준다고 말한다.
라마는 다르마트마(dharmatma)로 숭배되었기 때문에, 라마야나 본문에 나타난 그의 사상은 그가 스스로 새로운 사상을 채택했다고 주장하지 않는 한, 다르마(dharma)가 무엇인지에 대한 새로운 사상으로 대체될 수 없다. 이것이 바로 U-K [웃타라 칸다]가 하는 일이다. U-K는 새로운 사상을 시타-파리타야가(Sita-parityaga), 즉 시타의 버림(라마와 시타가 아요디아로 돌아와 라마가 왕으로 즉위한 후)과 삼부카-바다(Sambuka-vadha), 즉 금욕주의자 삼부카의 살해라는 두 이야기에 담고 있다. U-K는 이 두 행동을 라마에게 귀속시키는데, 사람들은 라마를 의로운 자이자 따를 모범으로 인정했다. 발미키 자신이 지은 라마야나의 추가 칸다로 가장함으로써, U-K는 발미키의 라마야나에 제시된 가치를 상당한 정도로 훼손하는 데 성공했다.

## 줄거리

### 발라 칸다

다샤라타의 네 아들과 시라드바자 자나카와 쿠샤드바자의 네 딸의 결혼식. 라마와 시타, 락슈마나와 우르밀라, 바라타와 만다비, 샤트루그나와 슈루타키르티. 18세기 초 슈나그리 라마야나에서 발췌. 뉴델리 국립박물관.

서사시는 현자 발미키가 나라다에게 세상에 아직 의로운 사람이 남아있는지 묻는 것으로 시작되며, 나라다는 그런 사람이 라마라고 답한다. 두 마리의 새가 총에 맞아 쓰러지는 것을 본 발미키는 슐로카라는 새로운 운율을 창조하고, 이를 통해 라마에 대한 서사시를 쓸 수 있는 능력을 부여받는다. 그는 자신의 시를 라바와 쿠샤 소년들에게 가르치고, 그들은 전국적으로, 그리고 마침내 라마 왕의 궁정에서 시를 낭송한다. 그리고 본 서사가 시작된다.
다샤라타는 아요디아의 왕이었다. 그는 카우살야, 카이케이, 수미트라 세 명의 아내를 두었다. 그는 아들이 없어 법적 상속자를 얻고자 푸트리야 이쉬티라는 불의 희생제를 행한다. 한편, 신들은 브라흐마와 비슈누에게 우주를 공포에 떨게 하는 락샤사들의 왕 라바나에 대해 간청하고 있었다. 이에 비슈누는 라바나와 싸우기 위해 필멸의 존재로 태어나기로 결정한다. 그 결과, 카우살야에게 라마가 먼저 태어나고, 카이케이에게 바라타가, 수미트라에게 락슈마나와 샤트루그나가 태어난다.
라마가 16살이 되었을 때, 리시(현자) 비슈바미트라가 다샤라타의 궁정에 와서 희생 제의를 방해하는 악마들을 물리치는 데 도움을 요청한다. 그는 라마를 선택하고, 라마는 이야기 내내 그의 변함없는 동반자인 락슈마나가 뒤따른다. 라마와 락슈마나는 비슈바미트라로부터 지시와 초자연적인 무기를 받고 타타카와 많은 다른 악마들을 파괴한다. 비슈바미트라는 또한 풍경, 자신의 조상, 그리고 왕자들의 조상에 대한 많은 전설을 이야기한다.
일행은 자나카 왕의 희생 제의에 참석하기 위해 미틸라 왕국으로 향하기로 결정한다. 그곳에는 아무도 줄을 맬 수 없었던 활이 있었다. 자나카는 유명한 활의 역사를 이야기하고, 활을 맬 수 있는 사람은 누구든 밭을 갈다가 땅에서 찾은 자신의 딸 시타와 결혼하게 될 것이라고 알린다. 라마는 활을 맬 뿐만 아니라 활을 부러뜨린다. 라마는 시타와 결혼하고, 결혼식은 미틸라에서 성대하게 거행되며 결혼 행렬은 아요디아로 돌아온다.

### 아요디아 칸다

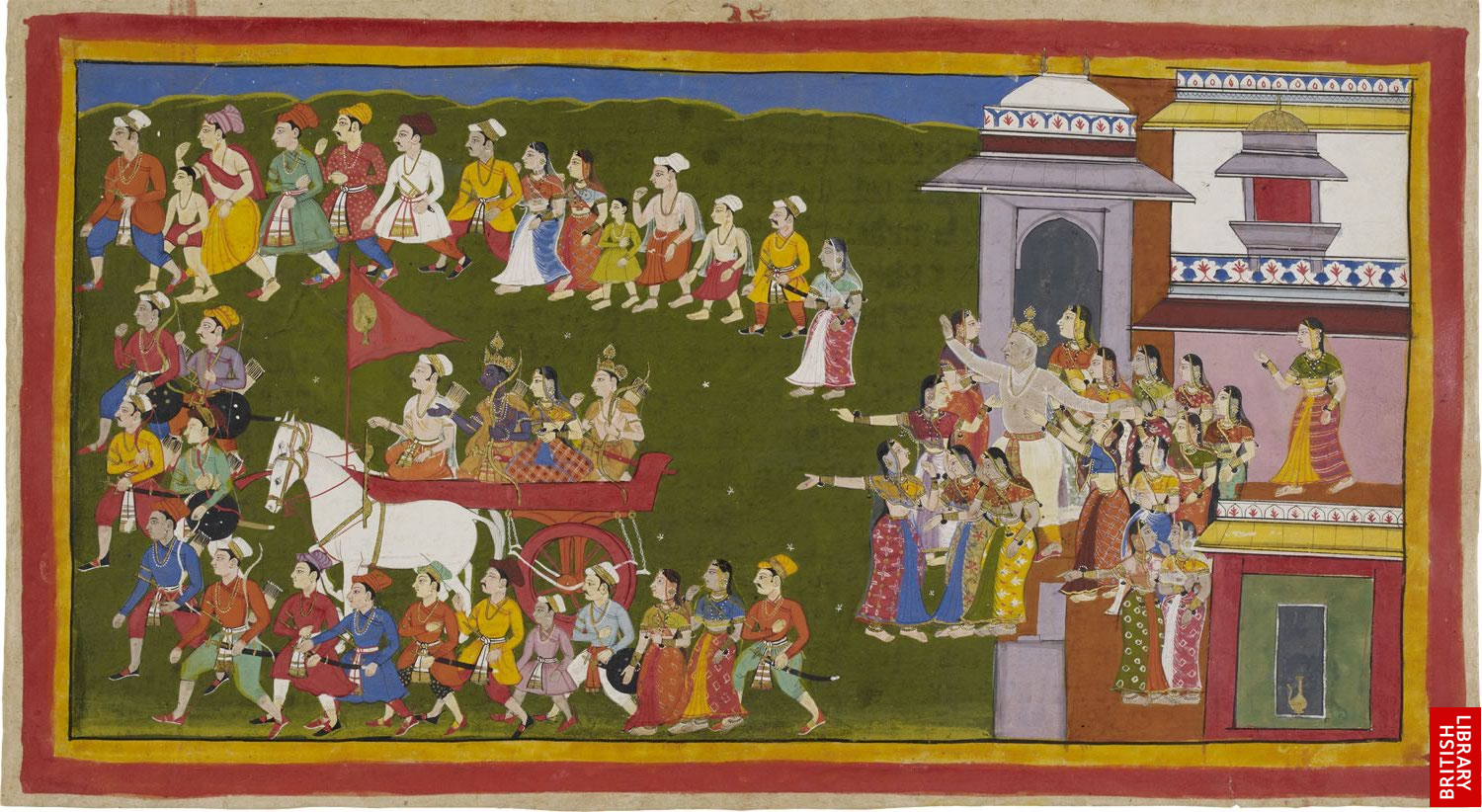

라마와 시타가 결혼한 후, 노년의 다샤라타는 라마에게 왕관을 씌우고 싶다는 뜻을 밝히고, 코살라 의회와 그의 신하들은 지지를 표명한다. 중대한 행사를 앞두고 카이케이는 기뻐했지만, 나중에 사악한 시녀 만타라의 도발에 넘어가 다샤라타가 자신에게 주었던 두 가지 소원을 주장한다. 카이케이는 라마가 14년 동안 황야로 추방되고, 그 왕위는 그녀의 아들 바라타에게 넘어가야 한다고 요구한다.
슬픔에 잠긴 왕은 자신의 말에 묶여 카이케이의 요구에 응한다. 라마는 아버지의 마지못한 명령을 이야기 내내 그를 특징짓는 절대적인 복종과 침착한 자기 통제로 받아들인다. 그는 시타에게 아요디아에 머물라고 하지만, 시타는 그를 설득하여 자신도 함께 망명길에 오르게 한다. 락슈마나 또한 형을 따라 숲으로 가기로 결심한다.
라마가 떠난 후, 다샤라타 왕은 슬픔을 이기지 못하고 세상을 떠난다. 한편, 외삼촌을 방문 중이던 바라타는 아요디아에서 일어난 사건들을 알게 된다. 그는 충격을 받고 어머니의 사악한 계략으로 이득을 취하는 것을 거부한다. 그는 숲에 있는 라마를 찾아가 아요디아로 돌아와 정당한 왕위를 주장해 달라고 간청한다. 그러나 라마는 아버지의 명령을 한 치의 오차도 없이 수행하기로 결심하고, 망명 기간이 끝나기 전에는 돌아오기를 거부한다. 바라타는 마지못해 아요디아로 돌아와 형을 대신하여 왕국을 통치한다.

### 아라냐 칸다

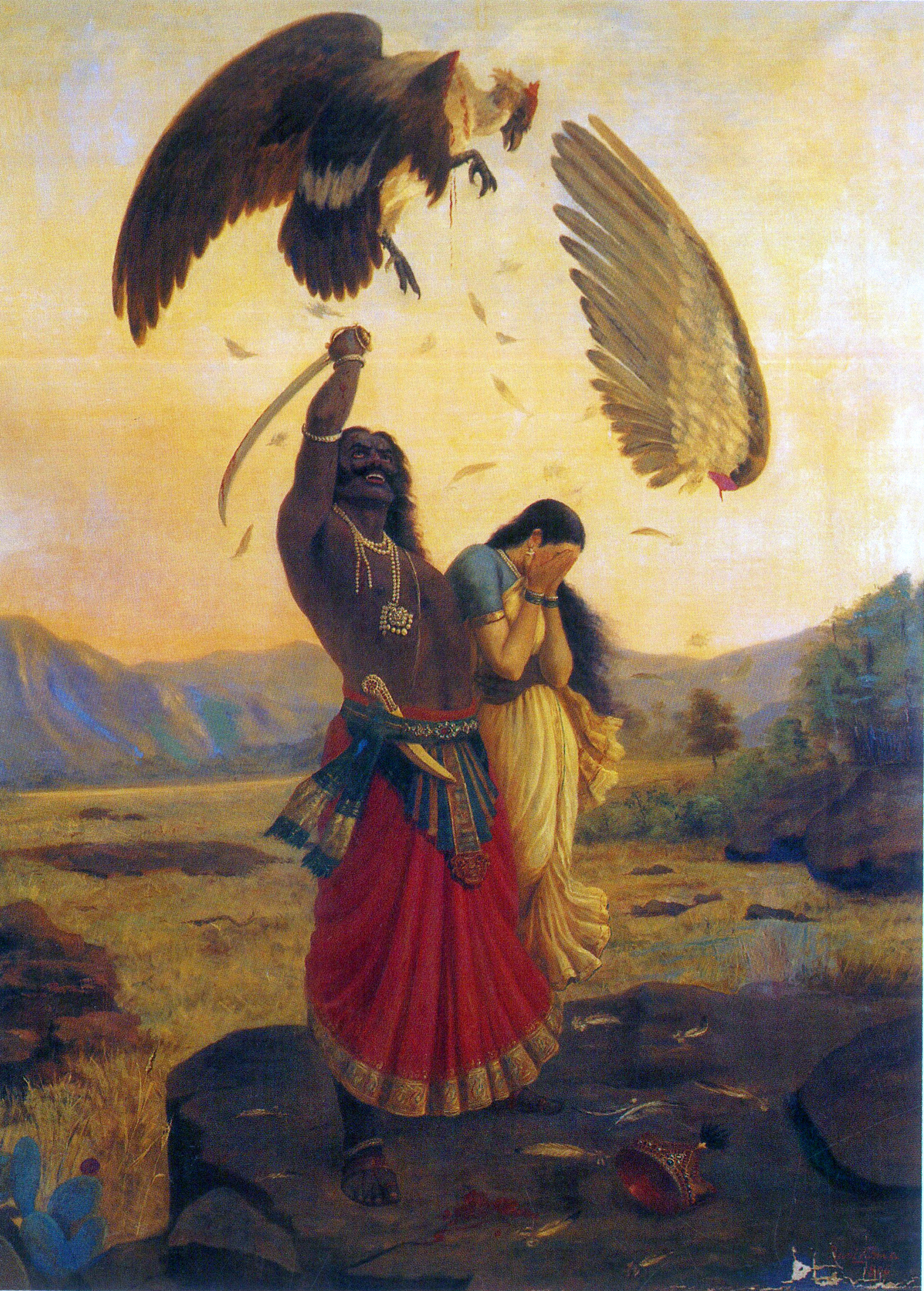
납치된 시타를 태우고 가는 라바나가 자타유와 싸우는 모습. 라자 라비 바르마의 그림.

망명 중에 라마, 시타, 락슈마나는 고다바리강 강둑을 따라 남쪽으로 여행하며, 그곳에 오두막을 짓고 자연에서 살아간다. 어느 날, 판차바티 숲에서 그들은 라바나의 여동생인 슈르파나카라는 락샤시의 방문을 받는다. 그녀는 형제들을 유혹하려 시도하고, 실패하자 질투심에 시타를 죽이려 한다. 락슈마나는 그녀의 코와 귀를 잘라내어 그녀를 막는다. 이 소식을 들은 그녀의 형제인 카라와 두샨은 왕자들을 공격하기 위해 조직한다. 라마는 카라와 그의 락샤사들을 물리친다.
이 소식이 라바나에게 전해지자 그는 마리차의 도움을 받아 시타를 납치하여 라마를 파괴하기로 결심한다. 마리차는 황금 사슴의 모습으로 시타의 관심을 사로잡는다. 사슴의 아름다움에 매료된 시타는 라마에게 사슴을 잡아달라고 간청한다. 라마는 이것이 악마의 계략임을 알지만, 시타의 욕망을 막을 수 없어 시타를 락슈마나의 보호 아래 두고 숲으로 사슴을 쫓아간다.
얼마 후, 시타는 라마가 자신을 부르는 소리를 듣고; 그의 목숨이 걱정되어 락슈마나에게 그를 도우러 달려가라고 주장한다. 락슈마나는 라마가 그렇게 쉽게 다칠 리 없으며, 자신을 보호하라는 라마의 명령을 계속 따르는 것이 최선이라고 그녀를 안심시키려 한다. 히스테리를 부릴 지경에 이른 시타는 자신을 돕는 것이 아니라 라마가 락슈마나의 도움이 필요하다고 주장한다. 락슈마나는 그녀의 뜻에 복종하지만, 그녀가 오두막을 떠나거나 낯선 사람을 맞이하지 않아야 한다고 규정한다. 그는 어떤 악마도 건널 수 없는 선을 긋고 라마를 돕기 위해 떠난다. 마침내 길이 뚫리자 라바나는 수행자의 모습으로 나타나 시타의 환대를 요청한다. 손님의 계획을 알지 못하는 시타는 속아서 라바나에게 강제로 납치된다.
자타유라는 독수리류가 시타를 구하려 했지만 치명적인 상처를 입는다. 랑카에서 시타는 락샤시들의 감시 아래 있다. 라바나는 시타에게 결혼해 달라고 하지만, 시타는 라마에게 전적으로 헌신하며 거부한다. 한편, 라마와 락슈마나는 자타유로부터 시타의 납치 소식을 듣고 즉시 그녀를 구하기 위해 나선다. 수색 도중 그들은 카반다와 은둔자 샤바리를 만나는데, 그들이 수그리바와 하누만을 안내한다.

### 키슈킨다 칸다

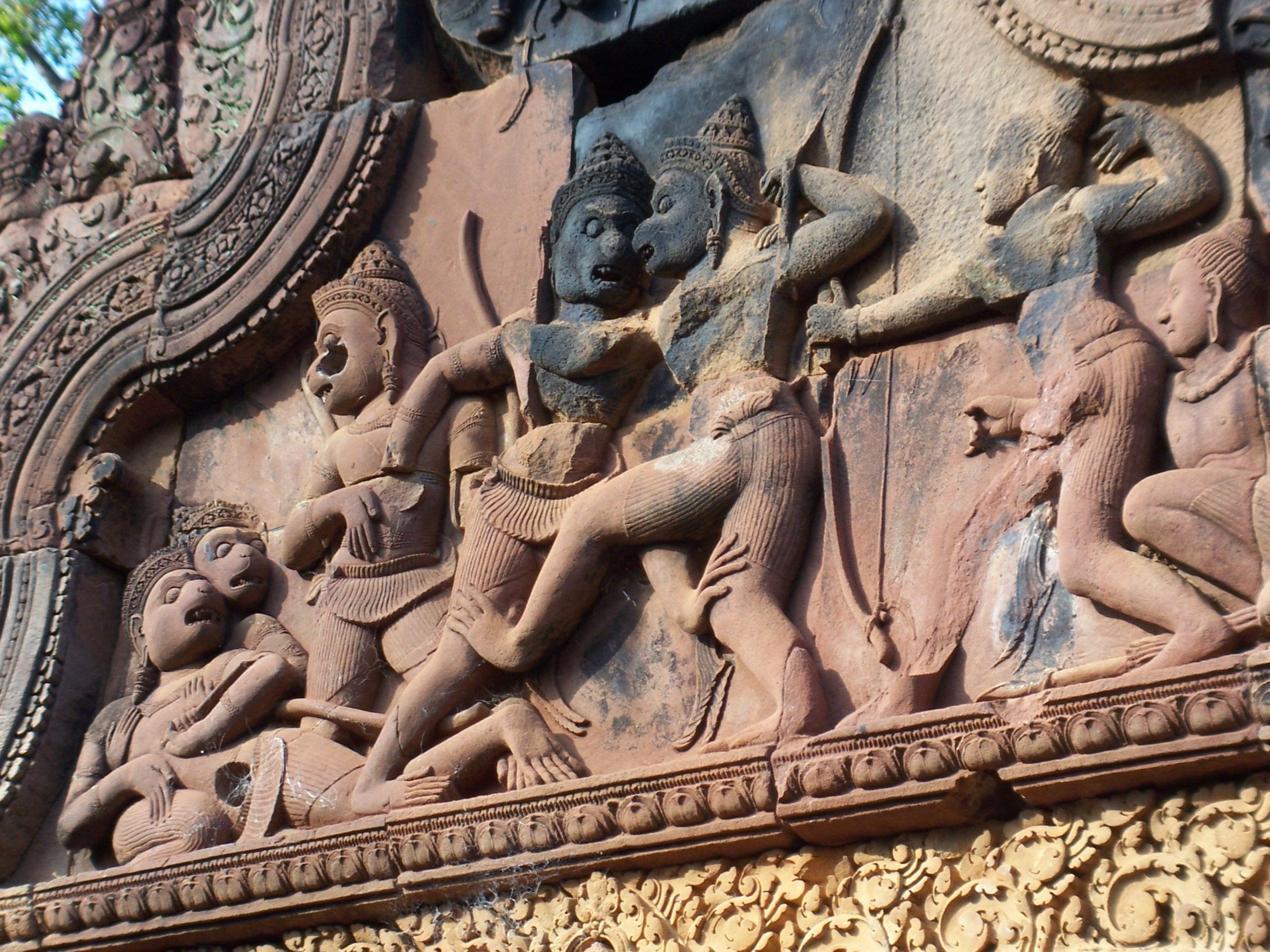
캄보디아 반테아이 스레이에 있는 석재 부조는 발리와 수그리바(중앙) 사이의 전투를 묘사한다. 오른쪽에는 라마가 활을 쏘고 있다. 왼쪽에는 발리가 죽어가고 있다.

키슈킨다 칸다는 바나라 (바나-나라) – 숲에 사는 인간들의 땅을 배경으로 한다. 라마와 락슈마나는 라마의 가장 큰 신봉자이자 가장 위대한 원숭이 영웅이며, 키슈킨다 왕위에서 추방된 수그리바의 추종자인 하누만을 만난다. 라마는 수그리바와 친구가 되고 그의 형 발리를 죽여 키슈킨다 왕국을 되찾는 것을 도와주는데, 그 대가로 시타를 되찾는 것을 라마에게 돕겠다고 약속한다.
그러나 수그리바는 곧 자신의 약속을 잊고 새로 얻은 권력을 즐기며 시간을 보낸다. 영리한 전직 원숭이 여왕 타라 (발리의 아내)는 분노한 락슈마나가 원숭이 요새를 파괴하는 것을 침착하게 막는다. 그녀는 그 후 수그리바에게 그의 맹세를 지키도록 설득한다. 수그리바는 그 후 지구의 네 모퉁이로 수색대를 보냈지만, 북쪽, 동쪽, 서쪽에서는 성공 없이 돌아온다. 앙가다와 하누만의 지휘 아래 남부 수색대는 자타유의 형인 삼파티라는 독수리로부터 시타가 랑카로 끌려갔다는 것을 알게 된다.

### 순다라 칸다

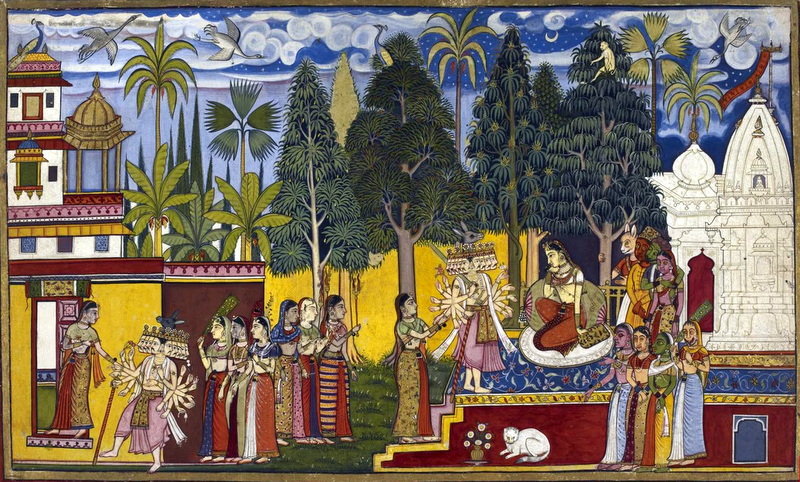
라바나가 아쇼카바나에서 시타를 만나고 있다. 나무 위에 하누만이 보인다.

순다라 칸다는 발미키의 라마야나의 핵심을 이루며, 하누만의 영웅적인 행적을 상세하고 생생하게 묘사한다. 시타에 대한 소식을 들은 하누만은 거대한 모습으로 변신하여 바다를 가로질러 랑카로 거대한 도약을 한다. 도중에 그는 자신의 능력을 시험하기 위해 악마의 모습으로 나타난 간다르바 칸야와 같은 많은 난관에 부딪힌다. 그는 하누만에게 도움과 쉴 곳을 제공하는 마이나카라는 산을 만난다. 하누만은 시타를 찾는 데 남은 시간이 얼마 없기 때문에 거절한다.
랑카에 들어간 후, 그는 랑카 전체를 보호하는 랑키니라는 악마를 발견한다. 하누만은 그녀와 싸워 랑카에 들어가기 위해 그녀를 제압한다. 그 과정에서 랑키니는 신들로부터 미리 환영이나 경고를 받았기 때문에 누군가가 랑키니를 물리치면 랑카의 종말이 임박했음을 안다. 여기서 하누만은 악마의 왕국을 탐험하고 라바나를 염탐한다. 그는 아쇼카 숲에서 시타를 찾아내는데, 그곳에서 시타는 라바나와 그의 라크샤시들에게 유혹당하고 협박을 당해 그와 결혼하라고 강요받고 있었다.
하누만은 시타에게 라마가 여전히 살아있다는 증표로 라마의 인장 반지를 주며 안심시킨다. 그는 시타를 라마에게 데려다주겠다고 제안하지만, 시타는 거절하며 그것은 다르마가 아니라고 말한다. 하누만이 자신을 라마에게 데려다준다면 라마야나가 의미를 잃게 될 것이라고 말한다. "라마가 없었을 때 라바나가 시타를 강제로 데려갔고, 라바나가 없었을 때 하누만이 시타를 라마에게 데려다주었다." 그녀는 라마 자신이 와서 자신의 납치에 대한 모욕을 복수해야 한다고 말한다. 그녀는 자신이 아직 살아있다는 증표로 자신의 빗을 하누만에게 준다.
하누만은 시타에게 작별을 고한다. 라마에게 시타의 위치와 오직 라마에게만 구조받기를 원하는 시타의 소식을 전하기 위해 돌아가기 전에, 그는 나울라카 바그의 나무들과 건물들을 파괴하고 라바나의 전사들을 죽임으로써 랑카에 큰 혼란을 일으키기로 결심한다. 그는 스스로 붙잡혀 라바나에게 넘겨진다. 그는 라바나에게 시타를 풀어주라고 촉구하며 대담한 연설을 한다. 그는 유죄 판결을 받고 꼬리에 불이 붙지만, 묶인 것을 풀고 지붕을 가로질러 뛰어다니며 라바나의 요새에 불을 지르고 섬에서 거대한 도약을 하여 돌아온다. 기쁜 수색대는 그 소식을 가지고 키슈킨다로 돌아간다.

### 유다 칸다

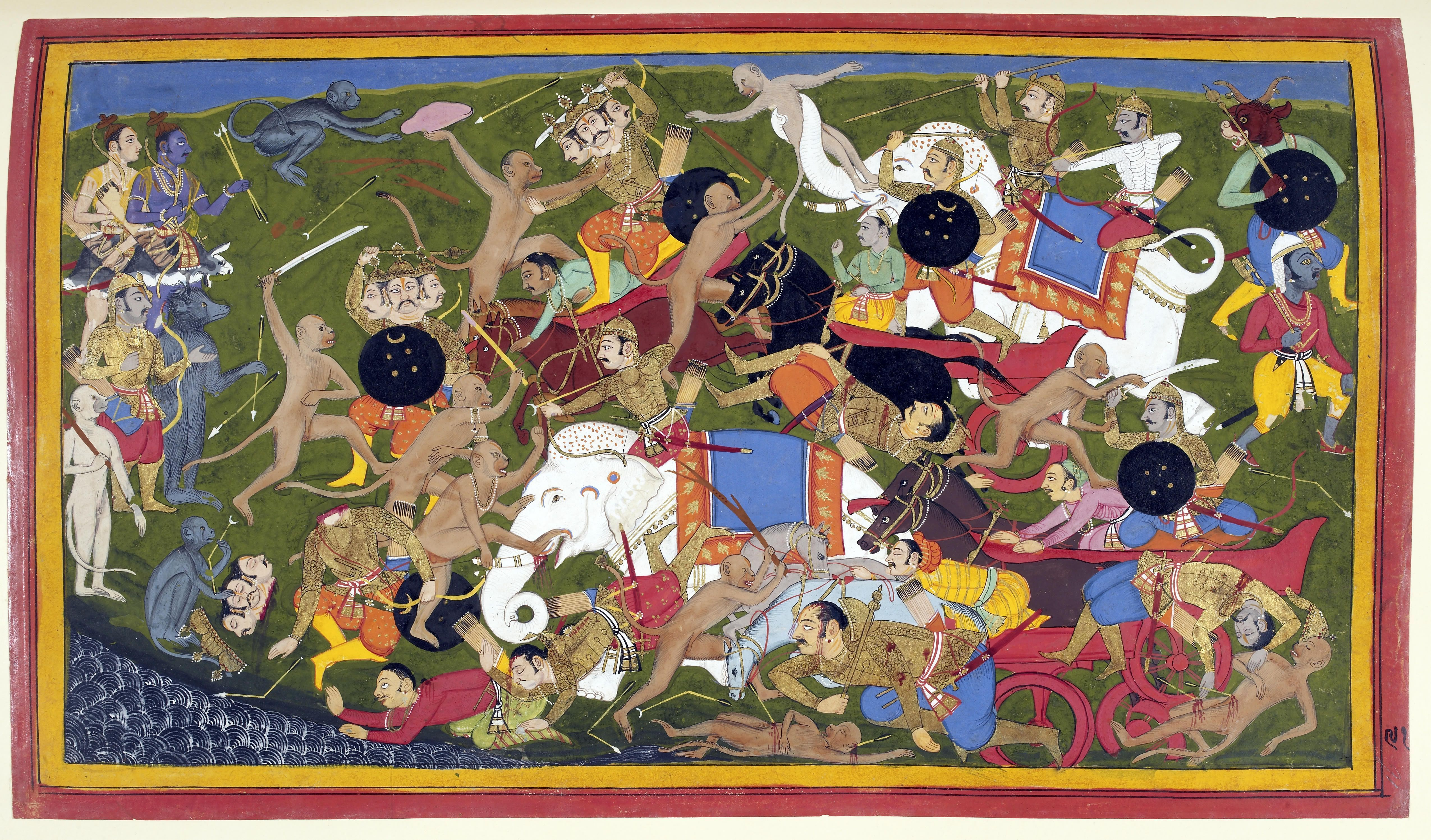
사히브딘의 '랑카 전투, 라마야나'(우다이푸르, 1649-53). 라마의 바나라 군대(왼쪽 상단)가 라바나와 싸워 납치된 아내 시타를 구하는 모습을 묘사한다. 그림은 왼쪽 하단에 있는 삼두 악마 장군 트리시라와의 전투에서 여러 사건을 묘사한다. 트리시라는 라마의 바나라 동반자인 하누만에게 참수된다.

랑카 칸다로도 알려진 이 책은 라마 군대와 라바나 군대 사이의 전쟁을 묘사한다. 하누만의 시타에 대한 보고를 받은 라마와 락슈마나는 동맹군과 함께 남쪽 바다 해안으로 향한다. 그곳에서 그들은 라바나의 반역자 형제 비비샤나와 합류한다. 날라와 닐라라는 바나라족이 라마 세투를 건설한다.
왕자들과 그들의 군대는 랑카로 건너간다. 오랜 전쟁이 벌어진다. 전투 중에 라바나의 아들 메그하나다가 락슈마나에게 강력한 무기를 던져 그가 치명상을 입는다. 그래서 하누만은 거대한 형태로 변신하여 랑카에서 히말라야산맥으로 날아간다. 도착한 하누만은 락슈마나를 치료할 산지바니 약초를 찾을 수 없어서 산 전체를 랑카로 가져가기로 결정한다. 마침내 라마가 라바나를 죽이면서 전쟁은 끝난다. 라마는 그 후 비비샤나를 랑카의 왕위에 앉힌다.
시타를 만났을 때 라마는 말했다. "하누만, 수그리바, 비비샤나의 도움으로 적을 물리친 승리로 인해 자신에게 가해진 불명예와 그녀에게 가해진 라바나의 잘못이 지워졌다." 그러나 왕국의 백성들이 시타의 정숙함에 대해 비난하자, 라마는 극심한 상심에 빠진다.
그래서 시타는 백성들의 오해를 풀고 자신에 대한 거짓 비난을 지우기 위해 라마와 락슈마나에게 자신이 들어갈 불 더미를 준비해 달라고 요청한다. 락슈마나가 불 더미를 준비하자 시타는 아그니에게 기도하고 그 안으로 들어가 자신의 결혼 생활의 충실함을 증명한다. 아그니는 불타는 불 더미에서 직접 나타나 시타를 팔에 안고 라마에게 돌려주며 그녀의 순수함을 증언한다. 라마는 나중에 기쁘게 그녀를 받아들인다. 아그니 파리크샤 에피소드는 발미키와 툴시다스의 라마야나 버전에서 다르다. 툴시다스의 람차리트마나스에서는 시타가 아그니의 보호 아래 있었기 때문에 라마와 재회하기 전에 그녀를 데리고 나와야 했다(마야 시타 참조). 브라흐마가 이끄는 신들은 도착하여 라마를 최고신 나라야나의 화신으로 칭송한다. 인드라는 죽은 바나라족을 다시 살린다.
추방 후, 라마는 아요디아로 돌아오고 백성들은 너무 기뻐서 축제처럼 축하한다. 디왈리는 라마, 시타, 락슈마나, 하누만이 라마의 선한 군대가 악마 왕 라바나의 악한 군대를 물리친 후 14년간의 유배 생활을 마치고 아요디아에 도착한 날로 여겨진다. 라마의 아요디아 귀환은 그의 즉위식으로 축하되었다. 이것을 라마 파타비셰카라고 부른다. 라마야나에는 라마가 수그리바, 잠바반, 다른 바나라족에게 여러 기부를 하고, 시타에게 진주 목걸이를 주면서 위대한 사람에게 주라고 말하는 내용이 언급되어 있다. 시타는 그것을 하누만에게 준다. 라마는 비비샤나에게 너무 고마워서 그에게 큰 선물을 주고 싶었다. 라마는 그의 아라다나 데바타(스리 랑가나타스와미)를 비비샤나에게 선물로 주었다. 라마의 통치 자체는 라마 라지아로 묘사되었는데, 이는 공정하고 정당한 통치였다. 많은 사람들은 라마가 돌아왔을 때 사람들이 디야로 그들의 행복을 축하했으며, 디왈리 축제는 라마의 귀환과 관련이 있다고 믿는다.

### 웃타라 칸다

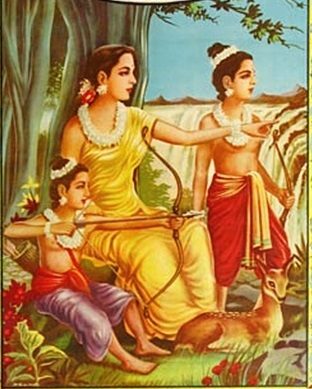
시타와 라바, 쿠샤

학자들은 웃타라 칸다와 라마야나의 2권부터 6권까지의 "언어적 및 수사학적 차이"를 지적하며, 특히 시타의 추방과 샴부카의 죽음과 같은 이야기에서 그러하다. 발라 칸다와 함께 일부 학자들은 이를 삽입된 것으로 간주하며, "원래" 시는 유다칸다에서 끝났을 것으로 본다.
이 칸다는 아요디아에서의 라마의 통치, 라바와 쿠샤의 탄생, 아슈바메다 야즈나, 그리고 라마의 마지막 날들을 이야기한다. 추방 기간이 만료되자 라마는 시타, 락슈마나, 하누만과 함께 아요디아로 돌아와 대관식을 치른다. 라마에 대한 자신의 헌신을 증명해 달라는 요청을 받자 하누만은 가슴을 찢어 열고, 모두의 놀라움 속에 그의 가슴 안에는 라마와 시타의 형상이 있었다. 라마는 아요디아를 통치하며 그 통치는 라마-라지야(평민들이 행복하고 충만하며 만족하는 곳)라고 불린다. 그 후 발미키는 라바와 쿠샤에게 궁술을 가르쳤고 라마 이후 왕위를 계승했다.

## 판본

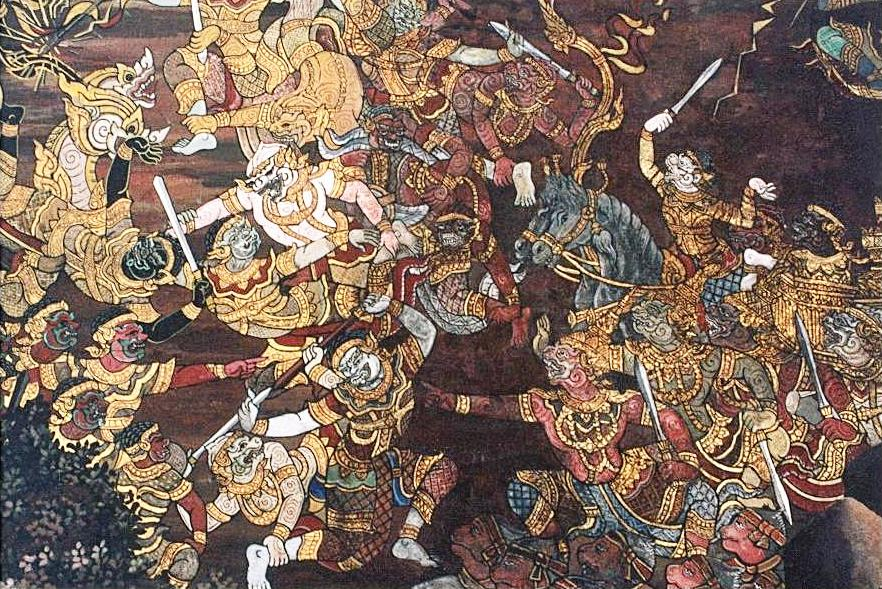
라마야나의 서사 이야기는 아시아의 여러 문화권에서 채택되었다. 여기에 라마와 라바나 사이의 전투를 묘사하는 태국 역사 예술 작품이 있다.

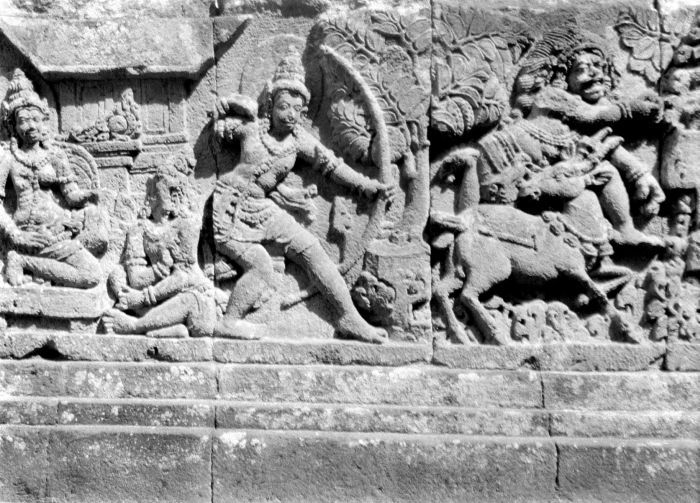
프람바난의 시바 사원에 새겨진 라마야나 서사시의 일부 부조는 라마가 악마 마리차로 변장한 황금 사슴을 죽이는 장면을 보여준다. 인도네시아 자와섬 욕야카르타 근처의 트리무르티 사원.

많은 구전 서사시와 마찬가지로 라마야나의 여러 버전이 전해진다. 특히 인도 북부에 전해지는 라마야나는 인도 남부 및 동남아시아의 나머지 지역에 보존된 것과 중요한 면에서 차이가 있다. 인도네시아, 캄보디아, 필리핀, 태국, 말레이시아, 라오스, 베트남, 몰디브에는 라마야나를 바탕으로 한 광범위한 구전 이야기 전통이 존재한다.

### 인도
인도에는 다양한 저자들이 쓴 라마야나의 여러 지역 버전이 있다. 일부는 서로 크게 다르다. 6세기 서벵골 필사본은 두 칸다가 없는 서사시를 제시한다.
12세기 동안 캄바르는 타밀어로 라마바타람(대중적으로 캄바라마야남으로 알려져 있음)을 썼지만, 타밀 문학의 라마야나 이야기에 대한 언급은 서기 3세기 초부터 나타난다. 텔루구어 번역본인 랑가나타 라마야남은 13세기에 고나 붓다 레디가 썼고, 또 다른 순수한 텔루구어 번역본인 몰라 라마야남은 15세기에 아투쿠리 몰라가 썼다.
인도아리아 지역 언어로의 가장 초기 번역은 14-15세기 마드하바 칸달리의 아삼어 사프타칸다 라마야나이다. 발미키의 라마야나는 1576년에 툴시다스가 쓴 스리 람차리트 마나스에 영감을 주었는데, 이 서사시는 아와디어 힌디어로 쓰였으며, 바크티라는 힌두 문학의 다른 영역에 더 깊이 뿌리를 둔 경향이 있다. 이것은 널리 툴시-크리타 라마야나로 알려진 인정된 걸작이다. 구자라트주 시인 프레마난드는 17세기에 라마야나 버전을 썼다. 제3대 무굴 황제 악바르는 그의 어머니 하미다 바누 베굼에게 헌정하는 간략한 라마야나 텍스트를 위임했다. 1594년경에 제작된 이 필사본은 서사시의 장면들로 삽화가 그려져 있다.
다른 버전으로는 14세기 벵골 시인 크리티바스 오자가 15세기 초에 쓴 벵골어 버전인 크리티바시 라마얀; 15세기 시인 사랄라 다사가 쓴 빌랑카 라마야나와 15세기 시인 발라라마 다사가 쓴 자하모하나 라마야나(단디 라마야나로도 알려져 있음)가 있으며, 둘 다 오리야어이다. 16세기 시인 나라하리의 칸나다어 토라베 라마야나; 16세기 툰차투 라마누잔 에주타찬의 말라얄람어 버전인 아디야트마라마야남; 18세기 스리다라의 마라티어 버전; 19세기 찬다 자의 마이틸어 버전; 그리고 20세기 라스르타카비 쿠벰푸의 칸나다어 스리 라마야나 다르샤남과 즈냔피트 상을 수상한 비슈와나타 사트야나라야나의 텔루구어 스리마드라마야나 칼파브룩샤무가 있다.
라마야나에는 아히라반과 라바나의 사악한 형제인 마히 라바나의 모험에 관한 하위 줄거리가 인도 일부 지역에서 널리 퍼져 있으며, 이는 이야기에서 하누만의 역할을 강화한다. 하누만은 라마와 락슈마나가 라바나의 지시에 따라 아히-마히 라바나에게 납치되어 동굴에 갇힌 후 칼리 여신에게 제물로 바쳐질 위기에 처하자 그들을 구한다. 아드부타 라마야나는 잘 알려져 있지 않지만 발미키에게도 귀속되는 버전으로, 원작 발미키 라마야나의 보충서로 의도되었다. 이 이야기의 변형에서는 시타의 출생에 관한 사건들, 즉 라바나의 아내인 만도다리에게서 태어난 것과 그녀가 마하칼리 형태로 라바나의 형을 정복한 것 등 시타에게 훨씬 더 큰 비중이 부여된다.
곤드족은 구전 민속 전설에서 유래한 곤드 라마야니라는 자신들만의 라마야나 버전을 가지고 있다. 이 버전은 라마야나의 주요 사건 이후를 배경으로 하며, 락슈마나가 주인공으로 등장하여 신부를 찾는 일곱 가지 이야기를 담고 있다.
와야나드의 아디야 부족 사이에 널리 퍼진 라마야나의 구전 버전인 아디야 라마야나에서 시타는 와야나드 풀팔리 출신의 아디야 여성이다. 이 버전의 주목할 만한 차이점은 라마, 락슈마나, 하누만이 나무에 묶여 부족 법정으로 끌려왔고, 그곳에서 시다판, 난자판, 마타판 등 부족의 신들이 그들에게 황량한 정글에 임신한 아내를 버리고 남편으로서의 의무를 소홀히 한 것에 대한 윤리적 정당성을 강하게 심문한다는 점이다. 라마는 자신의 실수를 인정하고 시타, 라바, 쿠샤를 다시 받아들인다.

#### 타밀 문학의 초기 언급
캄바르가 12세기에 타밀어로 라마바타람을 쓰기 전에도 라마야나 이야기에 대한 많은 고대 언급이 있었는데, 이는 이 이야기가 서기 이전에도 타밀 지역에서 친숙했음을 시사한다. 이 이야기에 대한 언급은 기원전 1세기인 아카나누루와 기원전 300년경의 푸라나누루의 상감 문학에서 찾을 수 있으며, 쌍둥이 서사시 실라파티카람(서기 2세기)과 마니메칼라이(5, 17, 18칸토), 그리고 알바르 문학인 쿨라세카라 알바르, 티루망가이 알바르, 안달, 남말바르(서기 5세기에서 10세기 사이)에서도 찾을 수 있다. 나얀마르의 노래에도 라바나와 그가 시바 신에게 바친 헌신에 대한 언급이 있다.
라마야나 전체는 18세기 아루나찰라 카비라야르에 의해 스리랑감에서 타밀어 오페라로 다시 쓰여졌다. 라마 나타캄이라는 이 오페라는 원본을 읽을 수 없었던 사람들에게 접근성을 제공했다.

#### 불교 버전
라마야나의 불교 버전(다샤라타 자타카)에서 다샤라타는 아요디아가 아닌 바라나시의 왕이었다. 라마(이 버전에서는 라마판디타로 불림)는 다샤라타의 첫째 아내인 카우살야의 아들이었다. 락슈마나(라카나)는 라마의 형제이자 다샤라타의 둘째 아내인 수미트라의 아들이었다. 시타는 라마의 아내였다. 다샤라타는 자신의 아들 바라타를 승진시키고 싶어 하는 아내 카이케이로부터 자녀들을 보호하기 위해 그 셋을 히말라야의 암자로 12년간 추방 보냈다.
9년 후, 다샤라타는 죽었고 락하나와 시타는 돌아왔다. 라마판디타는 아버지의 소원을 존중하여 2년 더 망명 생활을 유지했다. 이 버전에는 시타의 납치 이야기가 포함되어 있지 않다. 이 버전에는 라바나가 없거나 라마-라바나 전쟁이 없다. 그러나 라바나는 다른 불교 문헌인 랑카바타라 수트라에 등장한다.
자타카의 해설서에 따르면, 라마판디타는 붓다의 전생이며, 시타는 야쇼다라(라훌라-마타)의 전생이라고 한다.

#### 자이나교 버전
비말수리는 백의파 종파의 자이나교 승려였다. 그는 자이나교의 라마야나 버전 중 가장 오래된 작품이자 마하라슈트리 프라크리트어로 쓰인 가장 오래된 문학 작품인 "파우마차리암"으로 가장 잘 알려져 있다. 라마야나의 자이나교 버전은 상가다사가니 바차카의 바수데바힌디 (서기 4세기경), 라비세나의 파드마 푸라나(파드마자 와 라마의 이야기, 파드마자는 시타의 이름), 헤마찬드라의 트리샤스티살라카푸루샤 차리트라(63명의 저명한 인물의 성인전), 상가다사의 바수데바힌디, 구나바다라의 웃타라푸라나 등 다양한 자이나 아가마에서도 찾을 수 있다. 자이나교 우주론에 따르면, 매 시간 주기의 절반은 9쌍의 발라라마, 바수데바, 프라티바수데바를 가진다.
라마, 락슈마나, 라바나는 각각 여덟 번째 발데바, 바수데바, 프라티바수데바이다. 파드마나브 자이니는 힌두교 푸라나와 달리, 자이나교 푸라나에서는 발데바와 바수데바라는 이름이 발라라마와 크리슈나에만 국한되지 않는다고 지적한다. 대신 그들은 각 시간 주기의 절반마다 아홉 번 나타나며 반-차크라바르틴으로서 지구의 절반을 공동 통치하는 두 가지 다른 종류의 강력한 형제들의 이름 역할을 한다. 자이니는 이 형제 목록의 기원을 아차리야 바드라바후(기원전 3~4세기)의 진하차리트라(진하의 삶)로 거슬러 올라간다.
자이나교 서사시 라마야나에서는 힌두교 버전에서처럼 라마가 라바나를 죽이지 않는다. 아마도 이것은 라마가 마지막 삶에서 해방된 자이나교 자신이었기 때문에 죽이고 싶지 않았기 때문일 것이다. 대신, 락슈마나가 라바나를 죽인다(바수데바가 프라티바수데바를 죽이듯이). 결국, 올바른 삶을 살았던 라마는 왕국을 포기하고 자이나교 승려가 되어 모크샤를 얻는다. 반면에 락슈마나와 라바나는 지옥으로 간다. 그러나 궁극적으로 그들 둘 다 올바른 사람으로 다시 태어나 미래의 생에서 해탈을 얻을 것이라고 예언된다. 자이나교 경전에 따르면, 라바나는 미래의 티르탕카라가 될 것이다.
자이나교 버전은 발미키의 라마야나와 몇 가지 차이점이 있다. 아요디아의 왕 다샤라타에게는 아파라지타, 수미트라, 수프라바, 카이케이의 네 명의 왕비가 있었다. 이 네 왕비에게는 네 명의 아들이 있었다. 아파라지타의 아들은 파드마였고 그는 라마라는 이름으로 알려졌다. 수미트라의 아들은 나라야나였고: 그는 락슈마나라는 다른 이름으로 알려졌다. 카이케이의 아들은 바라타였고 수프라바의 아들은 샤트루그나였다. 또한, 라마의 시타에 대한 충실성은 그리 중요하게 생각되지 않았다. 자이나교 버전에 따르면, 라마에게는 마이틸리, 프라바바티, 라티니바, 스리다마의 네 명의 주요 왕비가 있었다.
또한, 시타는 라마가 그녀를 버린 후 자이나교 금욕주의자로 세속을 떠나 하늘에서 인드라로 환생한다. 라마 또한 락슈마나의 죽음 이후 왕국을 포기하고 자이나교 승려가 된다. 궁극적으로 그는 케발라 즈냐나 전지능을 얻고 마침내 해탈에 이른다. 라마는 네 번째 지옥에 있던 라바나와 락슈마나가 미래의 생에서 해탈을 얻을 것이라고 예언한다. 따라서 라바나는 다음 반 상승 시간 주기의 미래 티르탕카라이며, 시타는 그의 가나다라가 될 것이다.

### 동남아시아

#### 인도네시아

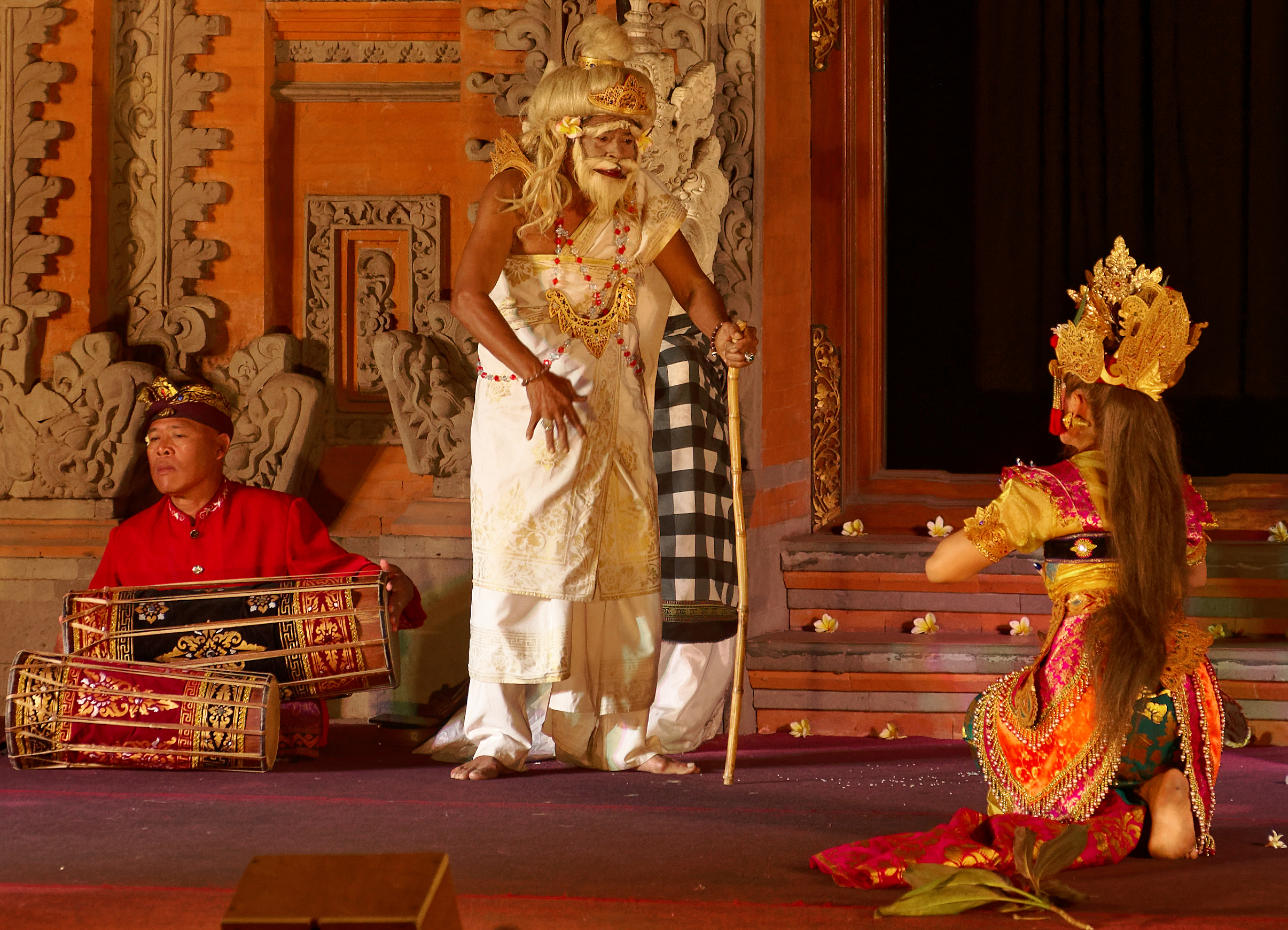
발리 무용 레공, 우붓, 라마야나 공연, 2022년 8월 23일 19시 16분 0471

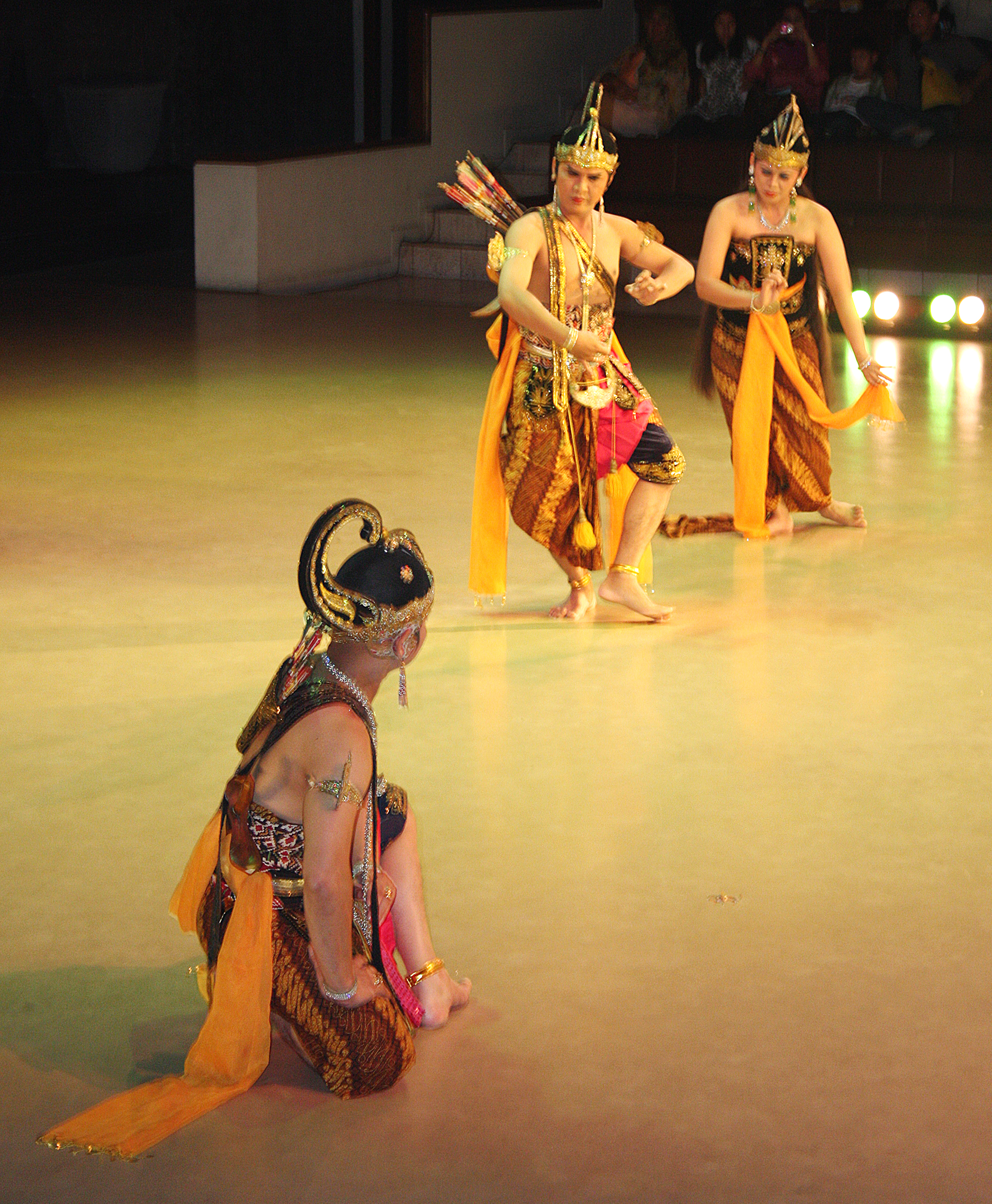
자와 무용에서 묘사된 단다카 숲에서 추방된 락슈마나, 라마, 시타

인도네시아에는 자와어 카카윈 라마야나와 발리 라마카바카를 포함한 여러 라마야나 각색판이 있다. 카카윈 라마야나의 전반부는 원본 산스크리트어 버전과 유사하지만, 후반부는 매우 다르다. 눈에 띄는 수정 사항 중 하나는 토착 자와 수호신 세마르와 그의 아들들인 가렝, 페트룩, 바공을 포함시켜 수적으로 중요한 네 명의 푸노카완 또는 "광대 하인"을 구성한 것이다.
카카윈 라마야나는 마타람 왕국 신독 통치 기간인 서기 870년경 중앙자와주에서 쓰인 것으로 추정된다. 자와어 카카윈 라마야나는 당시 라마 이야기의 가장 유명한 버전인 발미키의 서사시를 기반으로 한 것이 아니라, 인도 시인 바티카비야의 6세기 또는 7세기 시인 라바나바다, 즉 "라바나 학살"을 기반으로 한다.
카카윈 라마야나는 이웃 섬 발리주에서 더 발전하여 발리 라마카바카가 되었다. 라마야나와 크리슈나야나 장면의 부조는 욕야카르타의 9세기 프람바난 사원과 14세기 동자와주의 페나타란 사원의 난간에 새겨져 있다. 인도네시아에서 라마야나는 문화의 깊이 뿌리 박힌 부분이며, 특히 자와인, 발리인, 순다인 사이에서 그러하며, 도덕적, 정신적 지침뿐만 아니라 미학적 표현과 오락의 원천이 되었다. 예를 들어, 와양과 전통 무용에서 그러하다.
발리 케착 춤은 예를 들어 라마야나 이야기를 다시 들려주는데, 춤꾼들이 라마, 시타, 락슈마나, 자타유, 하누만, 라바나, 쿰바카르나, 인드라지트의 역할을 맡고, 50명 이상의 맨몸 남성들이 "깍"을 외치며 합창 역할을 한다. 이 공연에는 하누만이 랑카를 불태우는 것을 묘사하는 불꽃 쇼도 포함된다. 욕야카르타에서는 와양 원 자와 무용 또한 라마야나를 다시 이야기한다. 자와에서 라마야나 무용극의 한 예는 프람바난 트리무르티 야외 무대에서 공연되는 라마야나 발레인데, 수십 명의 배우와 프람바난 힌두 사원의 세 가지 주요 프라사드 첨탑을 배경으로 한다.

#### 말레이시아
말레이 라마야나 각색판인 히카야트 세리 라마는 힌두 신화와 이슬람 신화의 요소를 모두 포함한다.

#### 미얀마 (버마)
버마어 라마야나 각색판은 야마 자트도로 알려져 있다.

#### 필리핀
필리핀 마라나오족의 서사시 마하라디아 라와나는 1968년 후안 R. 프란시스코 교수와 나가수라 마달레가 영어로 기록하고 번역한 이래 라마야나의 토착화된 버전으로 간주되어 왔다. 프란시스코와 마달레가 번역하기 전에는 기록되지 않았던 이 시는 신들이 불멸을 부여한 원숭이 왕 마하라디아 라와나의 모험을 이야기한다.
필리핀 대학교 마닐라의 인도학자인 프란시스코는 라마야나 이야기가 인도와 광범위하게 교역했던 자와 및 말레이 문화와의 교류를 통해 17세기에서 19세기 사이에 필리핀에 도착했다고 믿었다.
1960년대에 문서화되었을 때, 마하라디아 라와나 이야기의 인물 이름, 지명, 그리고 정확한 에피소드와 사건들은 라마야나와 이미 몇 가지 주목할 만한 차이를 보였다. 프란시스코는 이것이 "토착화"의 징후라고 믿었으며, 마라나오족이 이야기를 듣기 전에도 이미 말레이시아와 자와에서 일부 변경이 도입되었고, 마라나오족 본토에 도착하면서 이야기가 "필리핀 문화적 관점과 지향에 맞게 더욱 토착화"되었다고 제안했다.

#### 태국

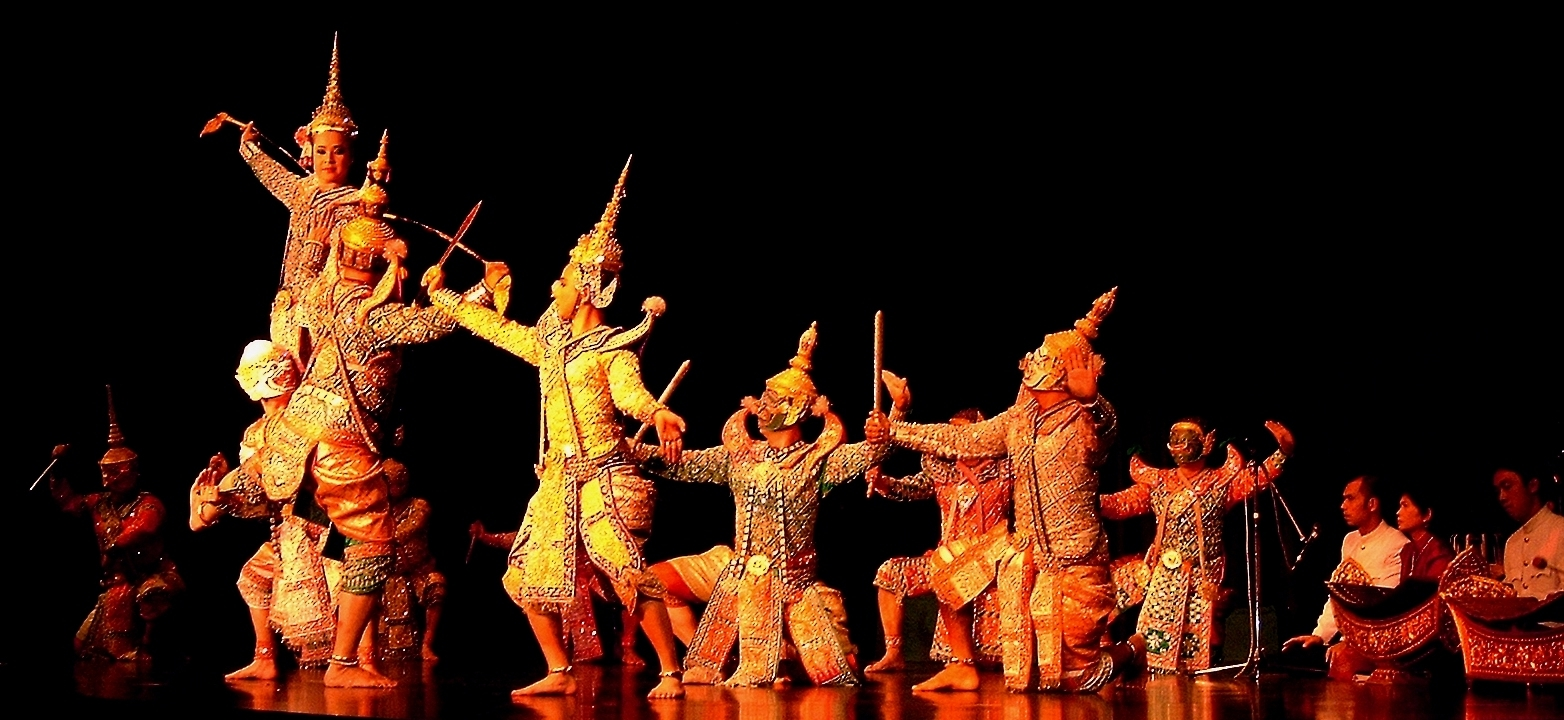
태국의 이야기 재해석인 라마키엔은 전통 지역 무용 극장에서 대중적으로 표현된다.

태국의 인기 있는 국민 서사시인 라마키엔(태국어: รามเกียรติ์, rāmakīrti, '라마의 영광'에서 유래)은 힌두 서사시에서 파생되었다. Ramakien에서 시타는 라바나와 만도다리(thotsakan과 montho)의 딸이다. 라바나의 점성술사 형제인 비비샤나(phiphek)는 시타의 점괘에서 라바나의 죽음을 예언한다. 라바나는 그녀를 물에 던지지만, 나중에 자나카(chanok)에게 구출된다.
주요 이야기는 라마야나와 동일하지만, 옷, 무기, 지형, 자연 요소 등 다른 많은 측면들이 태국적인 맥락으로 옮겨져 태국 스타일로 묘사되었다. 하누만의 역할이 확장되었으며, 그는 호색적인 인물로 그려진다. 라마키엔은 방콕의 왓 프라깨오에 있는 정교한 삽화에서 볼 수 있다.

### 비판본
이 텍스트의 비판본은 1960년대와 1970년대에 인도 바로드라 마하라자 사야지라오 대학교의 동양 연구소에서 인도 전역 및 주변 지역에서 수집된 수십 개의 필사본을 활용하여 편찬되었다. 이 비판본의 영어 번역은 2016년 11월 캘리포니아 대학교 버클리의 산스크리트 학자 로버트 P. 골드만에 의해 완성되었다.
발미키 라마야나의 비판본의 또 다른 영어 번역은 고 비벡 데브로이 씨에 의해 이루어졌다.

## 주석
라마야나에 대한 주석은 약 33개가 있다. 라마야나에 대한 주석 중 일부는 마헤스와라 티르타의 tattvadīpa (tattvadīpika로도 알려져 있음), 고빈다라자의 bhūṣaṇa (govindarājīyam으로도 알려져 있음), 시바사하야의 śiromaṇi, 마하데바 요기의 amṛtakaṭaka, 라마누자의 rāmānujīyam, 아호발라의 taniclōkī와 나고지 바타 또는 라마바르마의 tilaka를 포함한다. 세 가지 주석인 tilaka, bhūṣaṇa, śiromaṇi는 ṭīkātraya(즉, 주석 삼중주)로 알려져 있으며 더 인기가 많다.

## 영향

### 휴일

#### 비자야다샤미
비자야다샤미는 매년 두르가 푸자와 나바라트리가 끝날 때 기념되는 주요 힌두 축제이다.

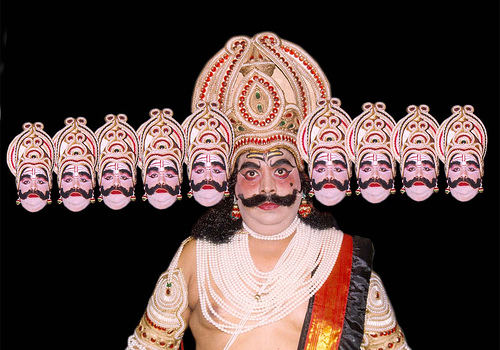
라바나의 전통 의상을 입은 람릴라 배우

#### 디왈리
힌두교의 빛의 축제인 디왈리는 라마 신이 아내 시타와 형제 락슈마나와 함께 아요디아로 돌아온 기쁨을 기념한다.

### 예술에서

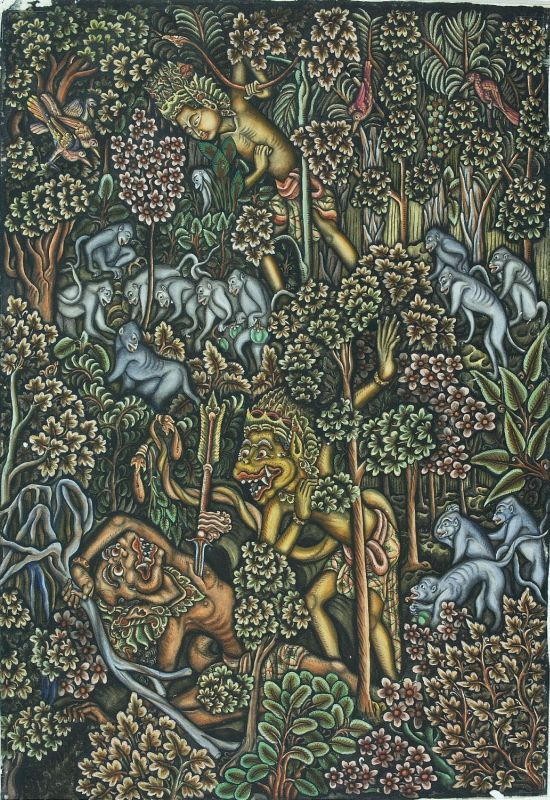
인도네시아(발리주) 화가 이다 바구스 마데 토고그의 이 그림은 라마야나의 원숭이 왕 수그리바와 발리에 대한 에피소드인 '발리의 살해'를 묘사한다. 라마는 활과 화살을 든 왕관 쓴 인물로 묘사된다.

고대 인도의 가장 중요한 문학 작품 중 하나인 라마야나는 인도 아대륙과 동남아시아(베트남은 유일한 예외)의 예술과 문화에 깊은 영향을 미쳤다. 이 이야기는 다음 천년 동안 왕실 궁정과 힌두 사원의 풍부한 어법으로 대규모 작품을 만드는 전통을 열었다. 또한 다양한 언어로 많은 2차 문학에 영감을 주었는데, 특히 12세기 타밀족 시인 캄바르의 캄바라마야남, 텔루구어 시인 몰라의 몰라 라마야남과 고나 붓다 레디의 랑가나타 라마야남, 14세기 칸나다어 시인 나라하리의 토라베 라마야나, 15세기 벵골인 시인 크리티바스 오자의 크리티바시 라마얀, 그리고 16세기 아와디어 버전인 람차리트마나스가 툴시다스에 의해 쓰여졌다.
라마야나의 장면들은 테라코타, 석조 조각, 청동 조각, 그리고 그림으로도 묘사되었다. 여기에는 안드라프라데시주 나가르주나콘다에 있는 돌 패널에 치트라쿠타에서 라마와 바라타의 만남을 묘사한 것(서기 3세기)이 포함된다.
라마야나는 8세기 이후 동남아시아에서 인기를 얻었으며, 문학, 사원 건축, 무용, 연극 등에서 표현되었다. 오늘날 라마야나 이야기를 극화한 람릴라는 인도 전역과 인도 디아스포라 내의 세계 여러 곳에서 공연된다.
인도네시아, 특히 자와섬과 발리주에서 라마야나는 이 지역의 무용극과 그림자 인형극 공연의 인기 있는 예술적 표현의 원천이 되었다. 센드라타리 라마야나는 와양 오랑 스타일의 자와 전통 발레로, 욕야카르타 문화 센터에서 정기적으로 공연된다. 수년 동안 프람바난 트리무르티 사원에서 대규모 출연진이 야외 및 실내 공연을 정기적으로 선보였다. 발리 무용극 라마야나도 발리 힌두 사원인 우붓과 울루와투에서 자주 공연되었는데, 라마야나의 장면들은 케착 춤 공연의 필수적인 부분이다. 자와섬 와양 (와양 쿨릿 푸르와와 와양 웡)도 라마야나 또는 마하바라타에서 영감을 얻는다.

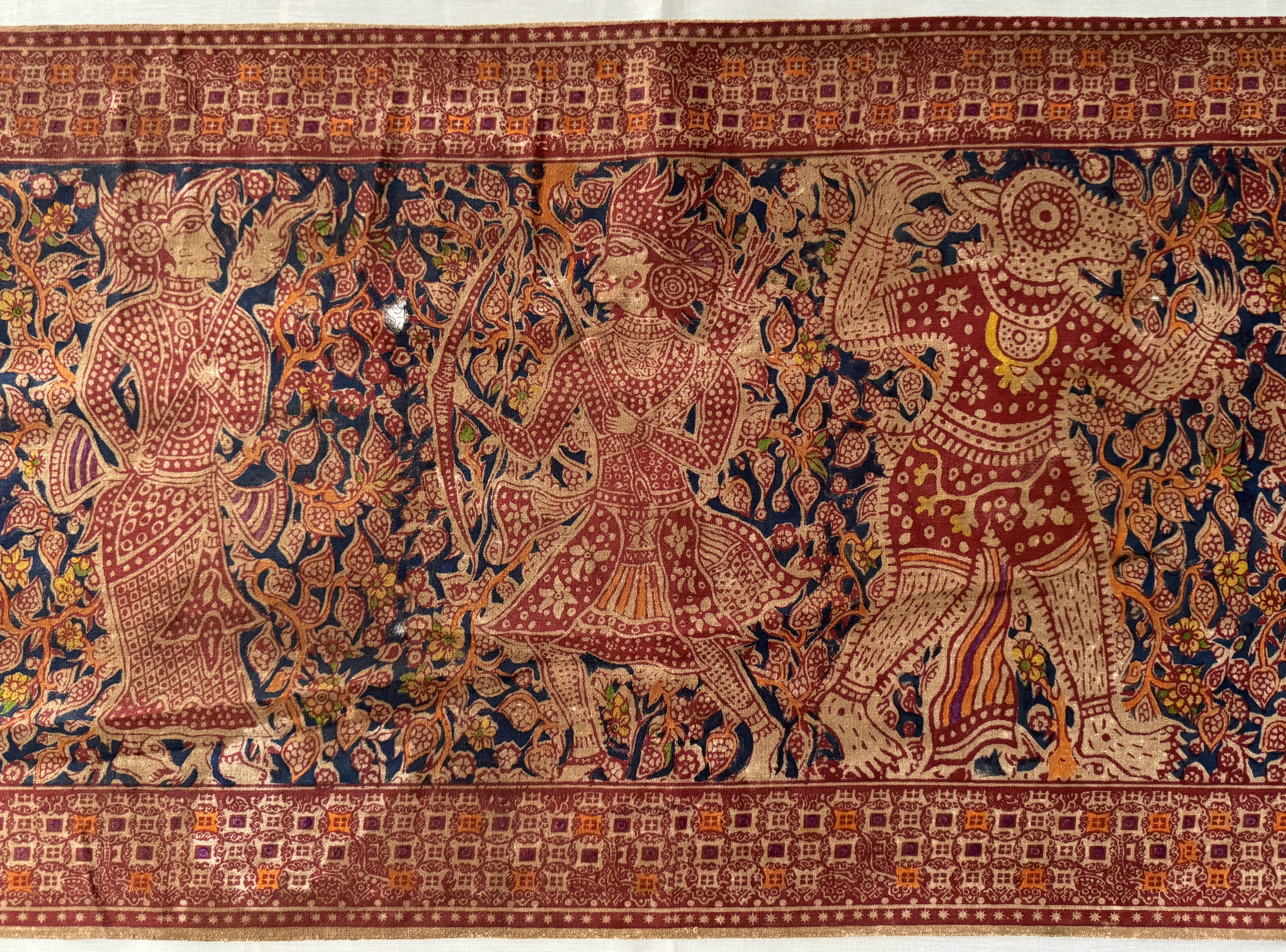
라마야나를 묘사하는 의식용 인도네시아 예술 깃발. 술라웨시 토라자에서 수집. Wovensouls 컬렉션, 싱가포르 제공.

라마야나는 또한 많은 그림에서 묘사되었는데, 특히 인도네시아(발리주) 예술가인 이 구스티 도카르(1938년 이전), 이 데와 푸투 수기, 이 데와 게데 라카 푸자, 이다 바구스 마데 토고그 (1948년 이전)가 그러했다. 그들의 그림은 현재 암스테르담, 네덜란드의 트로펜 박물관 세계 문화 국립 박물관 소장품에 있다. 말레이시아 예술가 시드 타주딘도 1972년에 라마야나를 묘사했다. 이 그림은 현재 말레이시아 국립 시각 예술 갤러리의 영구 소장품에 있다.

## 대중문화에서
이 서사시의 현대적인 영어 번역본으로는 아미시 트리파티의 람 찬드라 시리즈, 아쇼크 뱅커의 라마야나 시리즈, 그리고 아난드 닐라칸탄의 신화 소설 『아수라: 패배자의 이야기』가 있다. 또 다른 인도 작가 데브두트 파타나이크는 라마야나를 세 가지 다른 방식으로 다시 쓰고 해설한 『시타』, 『라마의 책』, 『하누만의 라마야나』를 출판했다. 라마야나를 바탕으로 한 수많은 연극, 영화, TV 시리즈도 제작되었다.
라마야나의 인용문은 비디오 게임 문명 VII의 메인 테마인 "영광스럽게 살라"에 사용되었다.

### 무대

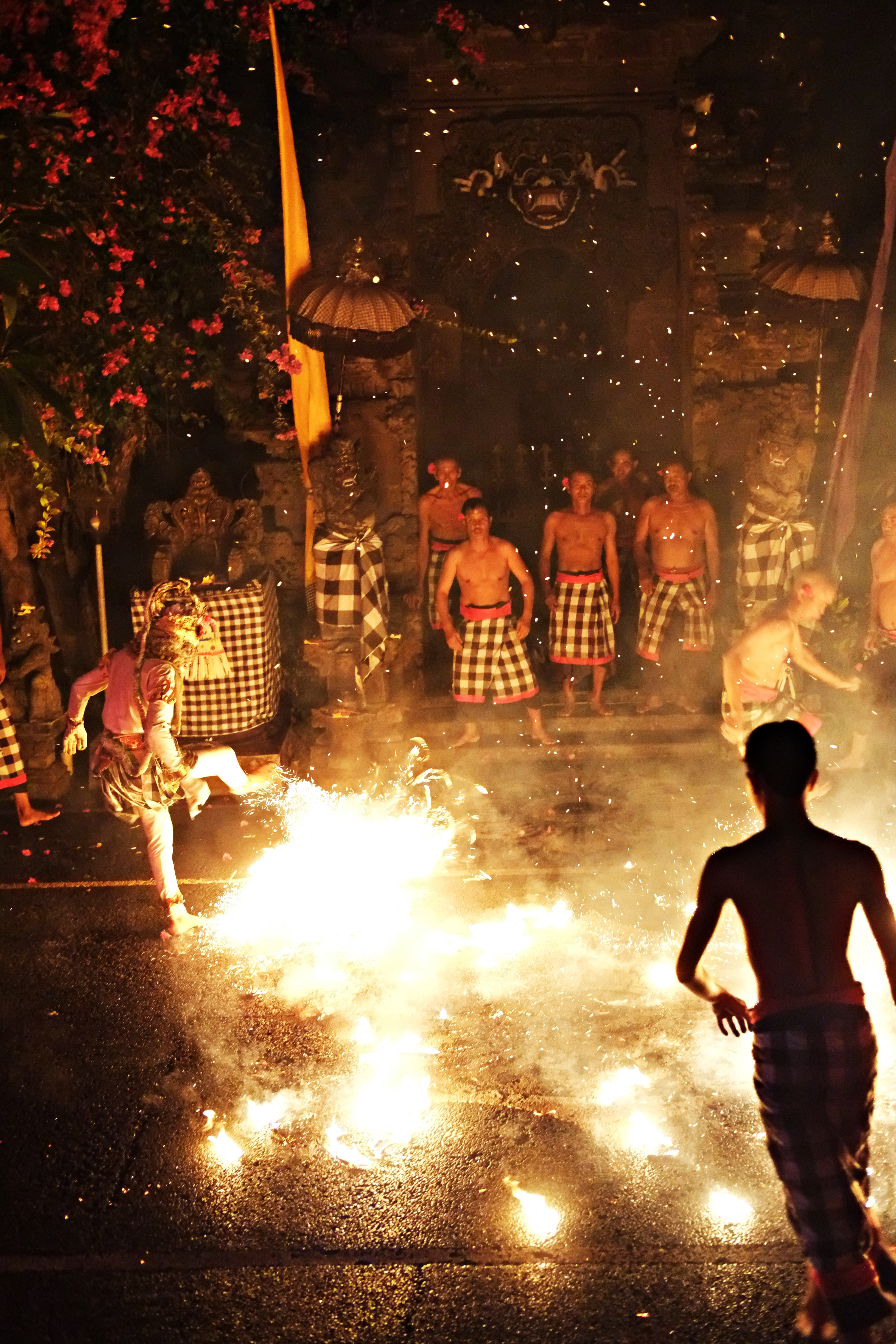
2018년 발리 케착 불춤의 하누만

가장 잘 알려진 라마야나 연극 중 하나는 발미키 라마야나를 바탕으로 한 현대적 해석의 고팔 샤르만의 『라마야나』이다. 이 연극은 전 세계에서 3,000회 이상 공연되었으며, 대부분은 극작가 고팔 샤르만의 아내인 여배우 잘라발라 바이디아의 1인극으로 공연되었다. 『라마야나』는 브로드웨이, 런던 웨스트엔드, 유엔 본부, 스미스소니언 박물관을 비롯한 여러 국제 무대와 인도 전역의 35개 이상의 도시에서 공연되었다.
1978년부터 바바 하리 다스의 감독 하에 캘리포니아 왓슨빌의 마운트 마돈나 학교에서 매년 라마야나가 공연되고 있다.
필리핀에서는 1970년대에 "라마와 시타"라는 재즈 발레 작품이 제작되었다. 이 작품은 4명의 국가 예술가들의 협업으로 탄생했는데, 비엔베니도 럼베라의 리브레토(문학 부문 국가 예술가), 살바도르 베르날의 제작 디자인(무대 디자인 부문 국가 예술가), 라이언 카야바비아의 음악(음악 부문 국가 예술가), 앨리스 레예스의 안무(무용 부문 국가 예술가)가 그들이다.

### 명칭
라마야나는 인도와 지리적, 역사적 공간을 가로질러 인도인들에게 깊은 영향을 미쳤다. 람푸르는 특히 UP, 비하르, 서벵골 주를 포함하여 전국적으로 가장 흔한 마을과 도시 이름이다. 너무 흔해서 사람들이 서로에게 인사말로 람 람을 사용하고 있다.

## 텍스트 및 번역
산스크리트어 텍스트
- 산스크리트어 텍스트 전자 버전, 무네오 도쿠나가 입력
- GRETIL의 산스크리트어 텍스트

번역
다음은 연대순으로 정리된 라마야나의 주목할 만한 영어 번역 목록이다.
- Griffith, Ralph T. H. (1870–1874). 《The Ramayan of Valmiki》. Trübner  – Sacred-texts.org 경유. (프로젝트 구텐베르크).
  - 그리피스의 번역은 라마야나의 영어로 된 최초의 완전한 번역 중 하나였다.
- Dutt, Romesh Chunder (1898). 《The Ramayana and Mahabharata Condensed into English Verse》. J. M. Dent. Reprint: Dover Publications. 2012. ISBN 978-0-486-14352-1.
  - 더트는 라마야나의 축약본을 운문 형식으로 제공했다.
- Johnson, Helen M. (1931). 〈Book VII - Jain Ramayana (Rāmāyaṇa)〉. 《Trishashti Shalaka Purusha Caritra》.
  - 이 번역은 라마야나에 대한 자이나교의 관점을 제시한다.
- Shastri, Hari Prasad (1952). 《The Ramayana of Valmiki》. Shanti Sadan.
  - 샤스트리의 번역은 원본 산스크리트어의 시적인 아름다움을 유지하려는 시도로 유명하다.
- Narayan, R. K. (1973). 《The Ramayana: A Shortened Modern Prose Version of the Indian Epic》. Chatto and Windus. ISBN 978-0-7011-1990-4.
  - 나라얀의 번역은 이야기를 현대 독자를 위해 단순화하면서 본질적인 요소를 유지하는 산문 버전이다.
- Buck, William (1976). 《Ramayana》. University of California Press. 35th Anniversary Edition. 2012. ISBN 978-0-520-27298-9
  - 벅의 버전은 현대 독자들이 이야기에 접근할 수 있도록 하는 현대적인 재해석이다.
- Raghunathan, N. (1981). 《Srimad Valmiki Ramayanam》. Madras: Vighneswara Publishing House.
  - 이 번역은 원본 텍스트에 대한 충실성으로 유명하다.
- Goldman, Robert P. (1990). 《The Ramayana of Valmiki: An Epic of Ancient India: Balakanda》. Princeton University Press. ISBN 978-0-691-01485-2.
- ————————— (1994). 《The Ramayana of Valmiki: An Epic of Ancient India: Kiskindhakanda》. Princeton University Press. ISBN 978-0-691-06661-5.
- ————————— (1996). 《The Ramayana of Valmiki: Sundarakanda》. Princeton University Press. ISBN 978-0-691-06662-2.
  - 이 번역은 프린스턴 아시아 번역 라이브러리의 일부이며 학문적인 접근 방식과 상세한 주석으로 유명하다. 이 프로젝트는 여러 권과 여러 해에 걸쳐 진행된다.
- Sattar, Arshia (1996). 《The Rāmāyaṇa by Vālmīki: An Epic of Ancient India》. Viking. ISBN 978-0-14-029866-6.
  - 사타르의 번역은 명확성과 가독성, 그리고 원본 텍스트에 충실한 점으로 칭찬받는다.
- Brockington, J. L.; Brockington, Mary (2006). 《Rāma the Steadfast: An Early Form of the Rāmāyaṇa》. Penguin. ISBN 0-14-044744-X.
  - 이 번역은 라마야나의 초기 형태를 제공하며, 그 기초적인 측면을 강조한다.
- Debroy, Bibek (2017). 《The Valmiki Ramayana》 1. Penguin. ISBN 978-93-87326-26-2.
  - 데브로이의 번역은 원본 텍스트에 대한 충실성과 상세한 각주 및 주석으로 유명하다.

이 번역본들은 원본 산스크리트어 텍스트에 대한 엄격한 준수부터 더 접근하기 쉬운 현대적 재해석에 이르기까지 다양한 접근 방식을 반영한다.

## 같이 보기
- 라마크리슈나빌로마카비암

### 설명주
1. ↑  다시 쓰기에는 다음이 포함된다.
  - 캄바르의 라마바타람(타밀어,  11세기c.–12세기)
  - 보자의 참푸 라마야남[7](  11세기c.)
  - 쿠무덴두 무니의 쿠무덴두 라마야나(자이나교 버전) ( 13세기c.) 및 나라하리의 토라베 라마야나(칸나다어)(기원전 16세기경)
  - 고나 붓다 레디의 랑가나타 라마야남(텔루구어,  13세기c.)
  - 마드하바 칸달리의 사프타칸다 라마야나(아삼어, 기원전 14세기경)
  - 크리티바스 오자의 크리티바시 라마얀(쉬리 람 판찰리라고도 알려져 있음)(벵골어, 기원전 15세기경)
  - 사랄라 다스의 빌랑카 라마야나(기원전 15세기경)[8][9][10][11] 및 발라라마 다사의 자하모하나 라마야나(단디 라마야나로도 알려져 있음)(기원전 16세기경)는 둘 다 오리야어이다.
  - 산트 에크나트의 바바르트 라마얀(기원전 16세기경)(마라티어)
  - 툴시다스의 람차리트마나스(기원전 16세기경)(아와디어(힌디어의 동부 형태))
  - 툰차투 에주타찬의 아디야트마라마야남(킬리파투)(말라얄람어,  17세기c.)
  - 라구비르 나라얀의 비제이 나약 라마야나(보지푸리어,  19세기c.)
2. ↑  빈센트 A. 스미스의 『옥스퍼드 인도 역사』(1919)에서 라마야나는 '역사적이지도 우화적이지도 않지만, 신화에 기반한 시적 창작물'로 제시되었다.[22] 라마야나에 관한 책을 통째로 쓴 최초의 유럽인인 독일 인도학자 헤르만 야코비의 『라마야나: 역사, 내용 및 인쇄된 수정본의 일치』(1893, S.N. 고샬 번역, 1960)는 라마야나를 신화에 기반한 작품으로 제시한다.[23] 1975년 12월 사히티야 아카데미는 라마야나에 관한 5일간의 국제 세미나를 조직했다. 서사시의 자료 성격에 대한 합의는 그것이 신화적이라는 것이었다.[24]

### 참조주
1. ↑  "Ramayana" 보관됨 4 11월 2015 - 웨이백 머신. Random House Webster's Unabridged Dictionary.
2. ↑  “Ramayana | Meaning of Ramayana by Lexico”. 《Lexico Dictionaries | English》 (영어). 2020년 2월 19일에 원본 문서에서 보존된 문서. 2020년 2월 19일에 확인함.
3. ↑  《The Rámáyan of Válmíki》.
4. ↑  Pillai, P. G. (2023). 〈Secular Reading of the Puranas〉. 《The Bhakti Movement: Renaissance Or Revivalism?》. Taylor & Francis. 107쪽. ISBN 978-1-000-78039-0.
5. ↑  Goldman 1984, 20–23쪽.
6. 1 2 3 4  Brockington 1998, 379ff.쪽
7. ↑  Bhojarāja (1924). 《Champu-Ramayana》 (산스크리트어). Pandurang Jawali.
8. ↑  Mukherjee, P. (1981). 《The History of Medieval Vaishnavism in Orissa》. Asian Educational Services. 74쪽. ISBN 9788120602298. 2023년 2월 1일에 원본 문서에서 보존된 문서. 2017년 1월 6일에 확인함.
9. ↑  Sukhdeva (2002). 《Living Thoughts of the Ramayana》. Jaico Publishing House. ISBN 9788179920022. 2017년 1월 6일에 확인함.
10. ↑  Krishnamoorthy, K.; Mukhopadhyay, S.; Sahitya Akademi (1991). 《A Critical Inventory of Rāmāyaṇa Studies in the World: Foreign languages》. Sahitya Akademi in collaboration with Union Academique Internationale, Bruxelles. ISBN 9788172015077. 2017년 1월 6일에 확인함.
11. ↑  Bulcke, C.; Prasāda, D. (2010). 《Rāmakathā and Other Essays》. Vani Prakashan. 116쪽. ISBN 9789350001073. 2017년 1월 6일에 확인함.
12. ↑  Monier Monier Williams, अयन 보관됨 19 6월 2021 - 웨이백 머신, Sanskrit English Dictionary with Etymology
13. ↑  Monier Monier Williams, राम 보관됨 8 5월 2021 - 웨이백 머신, Sanskrit English Dictionary with Etymology
14. ↑  Monier Monier Williams, रात्रि 보관됨 8 5월 2021 - 웨이백 머신, Sanskrit English Dictionary with Etymology
15. ↑  Debroy, Bibek (2017년 10월 25일). 《The Valmiki Ramayana Volume 1》. Penguin Random House India. xiv쪽. ISBN 9789387326262. 2023년 4월 3일에 원본 문서에서 보존된 문서. 2023년 3월 21일에 확인함 – Google Books 경유.
16. ↑  Goldman 1984, 20–22쪽.
17. ↑  Goldman 1984, 23쪽, "[W]e feel that it is extremely unlikely that the archetype of the Valmiki Ramayana can be much earlier than the beginning of the seventh century B.C., although it is impossible to demonstrate this with any sort of rigor".
18. ↑  Goldman 1984, p. 21–22: "[I]n the Balakanda, as in the central five books of the epic, the kingdom of Kosala is represented as being at the height of its power and prosperity, governed from a major urban settlement called Ayodhya, [o]nly at the very end of the Uttara-kanda, [the] epilogue to the poem [w]e find reference to Sravasti as a successor capital. [A]s Jacobi also pointed out, the capital city of the unified realm of Kosala is invariably known as Ayodhya in the epic and never by the name Saketa, the name by which it comes to be known in much of the Buddhist and later literature".
19. ↑  Goldman & Sutherland Goldman 2022, 3쪽: "The oldest surviving version of the great tale of Rāma, and the one that is doubtless the direct or indirect source of all of the hundreds and perhaps thousands of other versions of the story, is the monumental, mid-first millennium BCE epic poem in some twenty-five thousand Sanskrit couplets attributed to Vālmīki."
20. ↑  Goldman 1984, 14–18쪽; Rao 2014, 2쪽.
21. ↑  Rosen, Steven (2006년 10월 30일). 《Essential Hinduism》 (영어). Bloomsbury Publishing USA. 103쪽. ISBN 978-0-313-07155-3.
22. ↑  Smith, Vincent Arthur (1958). 《The Oxford History of India: From the Earliest Times to the End of 1911》.
23. ↑  Jacobi, Hermann (1893). 《Das Ramayana, Geschichte und Inhalt nebst Concordanz nach den gedruckten Rezensionen》 [The Ramayana: History, Contents with a Concordance of the Printed Recensions] (독일어).
24. ↑  Noorani, A.G. 《The Babri Masjid Question, 1528-2003 'A Matter of National Honour'》.
25. 1 2  “Valmiki Ramayana”. 《valmikiramayan.net》. 2020년 9월 13일에 원본 문서에서 보존된 문서. 2020년 5월 19일에 확인함.
26. ↑  Sattar, Arshia (2016년 10월 29일). “Why the Uttara Kanda changes the way the Ramayana should be read”. 《Scroll.in》. 2021년 4월 16일에 원본 문서에서 보존된 문서.
27. ↑  Egenes, Linda; Reddy, Kumuda (2016). 《The Ramayana: A New Retelling of Valmiki's Ancient Epic—Complete and Comprehensive》 (영어). Penguin. 2쪽. ISBN 978-0-14-311180-1.
28. ↑  Mukherjee Pandey, Jhimli (2015년 12월 18일). “6th-century Ramayana found in Kolkata, stuns scholars”. 《timesofindia.indiatimes.com》. TNN. 2015년 12월 19일에 원본 문서에서 보존된 문서. 2015년 12월 20일에 확인함.
29. ↑  Parameswaran 2014, 156쪽.
30. 1 2 3 4  Goldman 1984, Vol. I: Bālakāṇḍa.
31. ↑  “Valmiki Ramayana - Ayodhya Kanda - Sarga 40”. 《sanskritdocuments.org》. 2025년 2월 9일에 확인함.
32. ↑  Rajarajan, R. K. K. (2001). 〈Sītāpaharaṇam: Changing thematic Idioms in Sanskrit and Tamil〉.   Lonne, Dirk W. 《Tofha-e-Dil: Festschrift Helmut Nespital》. Reinbeck. 783–97쪽. ISBN 3-88587-033-9. 2020년 5월 4일에 원본 문서에서 보존된 문서.
33. ↑  Vijayashree, B.; Geetha, C. 《Vanaras or Vana-Naras: A tail's travel from Treta Yuga to DwaparaYuga》 (PDF). 《Mukt Shab Journal》. ISSN 2347-3150. 2022년 5월 19일에 원본 문서 (PDF)에서 보존된 문서.
34. ↑  Rajarajan, R. K. K. (2014). 《Reflections on 'Rāma-Setu' in South Asian Tradition》. 《The Quarterly Journal of the Mythic Society》 105. 1–14쪽. ISSN 0047-8555. 2018년 11월 6일에 원본 문서에서 보존된 문서.
35. ↑  “Book VI : Yuddha Kanda, Sarga 115”. 《sanskritdocuments.org》. 2021년 8월 29일에 원본 문서에서 보존된 문서. 2021년 9월 24일에 확인함.
36. ↑  “Book VI : Yuddha Kanda, Sarga 118”. 《sanskritdocuments.org》. 2021년 9월 12일에 원본 문서에서 보존된 문서. 2021년 9월 24일에 확인함.
37. ↑  Dr. Jeayaram (2018년 3월 18일). “Episode 312 – Significance of the "Sri-Ranga Vimaana"!!! – The Indian Dharma”. 《theindiandharma.org》.
38. ↑  Sharma 1986, 2–3쪽; Claeys 2010, 240–241쪽.
39. ↑  《Self-realization Magazine》 (영어). Self-Realization Fellowship. 1971. 50쪽.
40. ↑  SHARMA, SESHENDRA. “Valmiki Ramayana Balkanda”. 《stotranidhi.com》.
41. ↑  Cakrabartī 2006; Goldman & Sutherland Goldman 2022, 19쪽.
42. ↑  Rogers, J. M. (2008). 《The arts of Islam : treasures from the Nasser D. Khalili collection》 Revis a expa판. Abu Dhabi: Tourism Development & Investment Company (TDIC). 272–3쪽. OCLC 455121277.
43. ↑  “Islamic Art | Two Pages from the Ramayana Made for Akbar's mother, Hamidah Banu Begum”. 《Khalili Collections》 (미국 영어). 2022년 11월 13일에 원본 문서에서 보존된 문서. 2022년 6월 1일에 확인함.
44. ↑  Jones, Constance; Ryan, James D. (2006년 1월 1일). 《Encyclopedia of Hinduism》. Infobase Publishing. ISBN 9780816075645. 2022년 10월 20일에 원본 문서에서 보존된 문서. 2015년 11월 8일에 확인함.
45. ↑  Mehta, Mona (2011년 7월 10일). “Gond Ramayani”. 《Times of India》. 2021년 11월 17일에 원본 문서에서 보존된 문서. 2021년 11월 17일에 확인함.
46. 1 2  “Tribals, Trials And Tribulations: Wayanad's Adivasis Have Their Own Versions of Ramayana”. 《News18》 (영어). 2024년 1월 18일. 2024년 6월 20일에 확인함.
47. ↑  Tharuvana, Azeez (2023년 10월 23일). “Varied Narratives Of The Many Ramayanas”. 《Outlook India》 (영어). 2024년 6월 20일에 확인함.
48. ↑  Dakshinamurthy, A (July 2015). “Akananuru: Neytal – Poem 70”. 《Akananuru》. 2019년 7월 22일에 원본 문서에서 보존된 문서. 2019년 7월 22일에 확인함.
49. ↑  Hart, George L; Heifetz, Hank (1999). 《The four hundred songs of war and wisdom : an anthology of poems from classical Tamil : the Puṟanāṉūṟu》. Columbia University Press. ISBN 9780231115629.
50. ↑  Kalakam, Turaicămip Pillai, 편집. (1950). 《Purananuru》. Madras.
51. ↑  Dikshitar, V R Ramachandra (1939). 《The Silappadikaram》. Madras, British India: Oxford University Press. 2019년 7월 22일에 확인함.
52. ↑  Pandian, Pichai Pillai (1931). 《Cattanar's Manimekalai》. Madras: Saiva Siddhanta Works. 2019년 7월 30일에 확인함.
53. ↑  Aiyangar, Rao Bahadur Krishnaswami (1927). 《Manimekhalai In Its Historical Setting》. London: Luzac & Co. 2019년 7월 30일에 확인함.
54. ↑  Shattan, Merchant-Prince (1989).  Daniélou, Alain, 편집. 《Manimekhalai: The Dancer With the Magic Bowl》. New York: New Directions.
55. ↑  Hooper, John Stirling Morley (1929). 《Hymns of the Alvars》. Calcutta: Oxford University Press. 2019년 7월 30일에 확인함.
56. ↑  Rajagopalan, K. R. (1978). 《Seerkazhi Arunachala Kavirayar and Rama Natakam》. Sangeet Natak Akademi, New Delhi.
57. ↑  Agrawal, Dr Mukta. 《Vaishivk Paridrashya Main Ram - Sahaitya》 (힌디어). Sadbhawana Publication. ISBN 978-81-965928-2-0.
58. ↑  Goldman 1984, 60쪽.
59. ↑  Jain, Jagdishchandra (1979). 《Some Old Tales and Episodes in the Vasudevahiṇḍi》 (PDF). 《Annals of the Bhandarkar Oriental Research Institute》 60. 167–173쪽. ISSN 0378-1143. JSTOR 41692302. 2021년 6월 1일에 원본 문서 (PDF)에서 보존된 문서.
60. 1 2  Ramanujan 2004, 145쪽.
61. ↑  “Ramayana Kakawin Vol. 1”. 《archive.org》.
62. ↑  “The Kakawin Ramayana – an old Javanese rendering of the …”. 《www.nas.gov.sg》. 2017년 12월 13일에 원본 문서에서 보존된 문서. 2017년 12월 13일에 확인함.
63. 1 2  Coedès 1968.
64. ↑  Ardianty, Dini (2015년 6월 8일). “Perbedaan Ramayana – Mahabarata dalam Kesusastraan Jawa Kuna dan India” (인도네시아어). 2017년 12월 13일에 원본 문서에서 보존된 문서. 2017년 12월 13일에 확인함.
65. ↑  “Prambanan – Taman Wisata Candi”. 《borobudurpark.com》 (영국 영어). 2020년 9월 29일에 원본 문서에서 보존된 문서. 2017년 12월 15일에 확인함.
66. ↑  Indonesia, Perpustakaan Nasional Republik Indonesia / National Library of. “Panataran Temple (East Java) – Temples of Indonesia”. 《candi.pnri.go.id》. 2017년 12월 15일에 원본 문서에서 보존된 문서. 2017년 12월 15일에 확인함.
67. ↑  Beaman, P. L. (2017). 《World Dance Cultures: From Ritual to Spectacle》. Taylor & Francis. ISBN 978-1317441069.
68. ↑  Stepputat, K. (2021). 《The Kecak and Cultural Tourism on Bali》. University of Rochester Press. 92–101쪽. ISBN 978-1648250316.
69. ↑  “THE KEEPERS: CNN Introduces Guardians of Indonesia's Rich Cultural Traditions”. 《www.indonesia.travel》. 2017년 12월 13일에 원본 문서에서 보존된 문서. 2017년 12월 13일에 확인함.
70. ↑  Fang, Liaw Yock (2013). 《A History of Classical Malay Literature》 (영어). Yayasan Pustaka Obor Indonesia. 142쪽. ISBN 9789794618103.
71. ↑  《Journal of the Straits Branch of the Royal Asiatic Society》. 1898. 107–쪽.
72. ↑  《Journal of the Straits Branch of the Royal Asiatic Society》. 1898. 143–쪽.
73. 1 2  Guillermo 2011, 264쪽.
74. ↑  Francisco, Juan R. (1969). 《Maharadia Lawana》 (PDF). 《Asian Studies》. 2015년 10월 17일에 원본 문서 (PDF)에서 보존된 문서.
75. ↑  Guillermo 2011.
76. ↑  Francisco 1989, 101쪽.
77. ↑  Francisco 1989, 103쪽.
78. ↑  Ramanujan 2004, 149쪽.
79. ↑  “Ramayana Translation Project turns its last page, after four decades of research | Berkeley News”. news.berkeley.edu. 2016년 11월 17일. 2017년 2월 9일에 원본 문서에서 보존된 문서. 2017년 1월 6일에 확인함.
80. ↑  “UC Berkeley researchers complete decades-long translation project | The Daily Californian”. dailycal.org. 2016년 11월 21일. 2016년 12월 12일에 원본 문서에서 보존된 문서. 2017년 1월 6일에 확인함.
81. ↑  Kumar 2020.
82. ↑  “English Commentaries”. 인도 공과대학교 칸푸르. 2022년 8월 8일에 원본 문서에서 보존된 문서. 2022년 8월 8일에 확인함.
83. ↑  “Sundarakanda”. Kasarabada Trust. 2022년 12월 3일에 원본 문서에서 보존된 문서. 2022년 8월 8일에 확인함.
84. ↑  “Celebrate Diwali – Deborah Heiligman”. 《deborahheiligman.com》. 2024년 5월 22일에 확인함.
85. 1 2  Lal 2008.
86. ↑  Frazier, Donald (2016년 2월 11일). “On Java, a Creative Explosion in an Ancient City”. 《The New York Times》. 2021년 4월 11일에 원본 문서에서 보존된 문서. 2017년 7월 31일에 확인함.
87. ↑  Mankekar 1999, 165쪽.
88. ↑  “Ramayana! – The Musical”. 《Mount Madonna School》 (미국 영어). 2022년 6월 25일에 원본 문서에서 보존된 문서. 2022년 6월 26일에 확인함.
89. ↑  Philippines, Cultural Center of the. “BALLET PHILIPPINES' RAMA, HARI | Cultural Center of the Philippines”. 《BALLET PHILIPPINES' RAMA, HARI》. 2020년 8월 6일에 원본 문서에서 보존된 문서. 2020년 5월 19일에 확인함.
90. ↑  “Someone Plotted All The Villages Named 'Rampur' In India And Came Up With This Map”. 《IndiaTimes》 (영어). 2020년 9월 24일. 2022년 6월 29일에 원본 문서에서 보존된 문서. 2022년 3월 9일에 확인함.
91. ↑  admin (2022년 1월 3일). “Why Hindus say Ram Ram?”. 《Beauty Of India》 (미국 영어). 2023년 4월 3일에 원본 문서에서 보존된 문서. 2022년 3월 9일에 확인함.
92. ↑  sanskar, hindu (2020년 5월 23일). “Why do we say Ram Ram as greeting?”. 《Hindu-Sanskar》 (영어). 2023년 2월 1일에 원본 문서에서 보존된 문서. 2022년 3월 9일에 확인함.

## 참고 자료
- Brockington, J. L. (1998). 《The Sanskrit Epics》. Brill. ISBN 90-04-10260-4.
- Cakrabartī, Bishṇupada (2006). 《The Penguin Companion to the Ramayana》. Penguin Books. ISBN 978-0-14-310046-1.
- Claeys, Gregory (2010). 《The Cambridge Companion to Utopian Literature》. Cambridge University Press. ISBN 978-1-139-82842-0.
- Coedès, George (1968).  Vella, Walter F., 편집. 《The Indianized States of Southeast Asia》. 번역 Susan Brown Cowing. University of Hawaii Press. ISBN 978-0-8248-0368-1.
- Francisco, Juan R. (1989). 《The Indigenization of the Rama Story in the Philippines》. 《Philippine Studies》 37. 101–111쪽. JSTOR 42633135.
- Goldman, Robert P. (1984). 《The Rāmāyaṇa of Vālmīki: An Epic of Ancient India, Vol. I, Bālakānda》 (PDF). Princeton University Press. ISBN 81-208-3162--4.
- Goldman, Robert P.; Sutherland Goldman, Sally J. (2022). 《The Rāmāyaṇa of Vālmīki: The Complete English Translation》. Princeton University Press. ISBN 978-0-691-20686-8.
- Guillermo, Artemio R. (2011). 《Historical Dictionary of the Philippines》. Scarecrow Press. ISBN 978-0-8108-7511-1.
- Kumar, Sanjeev (2020). 《A study of social issues in the Ramayana in the context of subcommentaries》 (PDF). 《International Journal of Sanskrit Research》 6. 144–147쪽. ISSN 2394-7519. 2020년 10월 29일에 원본 문서 (PDF)에서 보존된 문서.
- Lal, B. B. (2008). 《Rāma, His Historicity, Mandir, and Setu: Evidence of Literature, Archaeology, and Other Sciences》. Aryan Books. ISBN 978-81-7305-345-0.
- Mankekar, Purnima (1999). 《Screening Culture, Viewing Politics: An Ethnography of Television, Womanhood, and Nation in Postcolonial India》. Duke University Press. ISBN 978-0-8223-2390-7.
- Parameswaran, M. R. (2014). 《Valmiki Ramayana: Critical Essays》. Manipal University Press. ISBN 978-93-82460-18-3.
- Ramanujan, A. K. (2004). 《The Collected Essays of A. K. Ramanujan》. New Delhi: Oxford University Press.[{{{설명}}}]
- Rao, Ajay K. (2014). 《Re-figuring the Ramayana as Theology: A History of Reception in Premodern India》. London: Routledge. ISBN 978-1-134-07735-9.
- Sharma, Ramashraya (1986). 《A Socio-political Study of the Vālmīki Rāmāyaṇa》. Motilal Banarsidass. ISBN 978-81-208-0078-6.

## 추가 자료
- Bhattacharji, Sukumari (1998). 《Legends of Devi》. Orient Blackswan. ISBN 978-81-250-1438-6.
- Fallon, Oliver (2009). 《Bhatti's Poem: The Death of Rávana (Bhaṭṭikāvya)》. New York: New York University Press, 클레이 산스크리트어 도서관. ISBN 978-0-8147-2778-2. 2021년 3월 16일에 원본 문서에서 보존된 문서. 2009년 4월 18일에 확인함.
- Jain, Meenakshi (2013). 《Rama and Ayodhya》. Aryan Books International. ISBN 978-81-7305-451-8.
- Keshavadas, Sadguru Sant (1988). 《Ramayana at a Glance》. Motilal Banarsidass. ISBN 978-81-208-0545-3.
- Murthy, S. S. N. (November 2003). 《A note on the Ramayana》 (PDF). 《Electronic Journal of Vedic Studies》 10 (New Delhi). 1–18쪽. ISSN 1084-7561.  8 August 2012에 원본 문서 (PDF)에서 보존된 문서.
- Prabhavananda, Swami (1979). 《The Spiritual Heritage of India》. Vedanta Press. ISBN 978-0-87481-035-6.
- Rabb, Kate Milner (1896). 《National Epics》. 2011년 9월 14일에 원본 문서에서 보존된 문서  – 프로젝트 구텐베르크 경유.
- Rohman, Todd (2009). 〈The Classical Period〉.   Watling, Gabrielle; Quay, Sara. 《Cultural History of Reading: World literature》. Greenwood. ISBN 978-0-313-33744-4.
- Sachithanantham, Singaravelu (2004). 《The Ramayana Tradition in Southeast Asia》. Kuala Lumpur: University of Malaya Press. ISBN 978-983-100-234-6.
- Sundararajan, K.R. (1989). 〈The Ideal of Perfect Life : The Ramayana〉.   Krishna Sivaraman; Bithika Mukerji. 《Hindu spirituality: Vedas through Vedanta》. The Crossroad Publishing Co. 106–126쪽. ISBN 978-0-8245-0755-8.